# Posłowie na Sejm Rzeczypospolitej Polskiej VIII kadencji
Posłowie na Sejm Rzeczypospolitej Polskiej VIII kadencji – posłowie wybrani podczas wyborów parlamentarnych, które odbyły się w dniu 25 października 2015.
Pierwsze posiedzenie odbyło się 12, 13, 16, 18 i 19 listopada 2015, a ostatnie, 86. – 11 września oraz 15 i 16 października 2019. Kadencja Sejmu trwała od 12 listopada 2015 do 11 listopada 2019.
Kluby i koła na pierwszym posiedzeniu Sejmu VIII kadencji i stan na koniec kadencji.
| \| Ugrupowanie polityczne \| Ugrupowanie polityczne \| XI 2015 \| XI 2019 \| +/− \| \| ---------------------- \| ----------------------------------------------- \| ------- \| ------- \| --- \| \| \| Prawo i Sprawiedliwość \| 235 \| 239 \| 4 \| \| \| Platforma Obywatelska – Koalicja Obywatelska[a] \| 138 \| 155 \| 17 \| \| \| Kukiz’15 \| 42 \| 16 \| 26 \| \| \| Nowoczesna[b] \| 28 \| – \| 28 \| \| \| Polskie Stronnictwo Ludowe – Koalicja Polska[c] \| 16 \| 22 \| 6 \| \| \| Konfederacja[d] \| – \| 4 \| – \| \| \| Unia Polityki Realnej[e] \| – \| 4 \| – \| \| \| Przywrócić Prawo[f] \| – \| 3 \| – \| \| \| Teraz![g] \| – \| 3 \| – \| \| \| Posłowie niezrzeszeni[h] \| 1 \| 12 \| 11 \| \| Razem \| Razem \| 460 \| 458 \| 458 \| | Podział 460 mandatów: PSL: 16 N: 28 K’15: 42 PO: 138 PiS: 235 Niezrz.: 1 |         |         |     |
| Ugrupowanie polityczne | Ugrupowanie polityczne                                                   | XI 2015 | XI 2019 | +/− |
| | Prawo i Sprawiedliwość                                                   | 235     | 239     | 4   |
| | Platforma Obywatelska – Koalicja Obywatelska                             | 138     | 155     | 17  |
| | Kukiz’15                                                                 | 42      | 16      | 26  |
| | Nowoczesna                                                               | 28      | –       | 28  |
| | Polskie Stronnictwo Ludowe – Koalicja Polska                             | 16      | 22      | 6   |
| | Konfederacja                                                             | –       | 4       | –   |
| | Unia Polityki Realnej                                                    | –       | 4       | –   |
| | Przywrócić Prawo                                                         | –       | 3       | –   |
| | Teraz!                                                                   | –       | 3       | –   |
| | Posłowie niezrzeszeni                                                    | 1       | 12      | 11  |
| Razem | Razem                                                                    | 460     | 458     | 458 |

## Prezydium Sejmu VIII kadencji
| Poseł                                                               | Poseł                  | Funkcja                   | Klub                                            | Czas pełnienia funkcji | Czas pełnienia funkcji |
| Poseł                                                               | Poseł                  | Funkcja                   | Klub                                            | Od                     | Do                     |
| ------------------------------------------------------------------- | ---------------------- | ------------------------- | ----------------------------------------------- | ---------------------- | ---------------------- |
|                                                                     | Kornel Morawiecki      | Marszałek senior          | KP Kukiz’15                                     | 12 listopada 2015(dts) | 12 listopada 2015(dts) |
| Marszałek senior przewodniczy obradom Sejmu przed wyborem Prezydium |                        |                           |                                                 |                        |                        |
|                                                                     | Marek Kuchciński       | Marszałek Sejmu           | KP Prawo i Sprawiedliwość                       | 12 listopada 2015(dts) | 9 sierpnia 2019(dts)   |
| Joachim Brudziński                                                  | Wicemarszałek Sejmu    | KP Prawo i Sprawiedliwość | 12 listopada 2015(dts)                          | 9 stycznia 2018(dts)   |                        |
|                                                                     | Barbara Dolniak        | Wicemarszałek Sejmu       | KP Platforma Obywatelska – Koalicja Obywatelska | 12 listopada 2015(dts) | 11 listopada 2019(dts) |
| Małgorzata Kidawa-Błońska                                           | 12 listopada 2015(dts) | Wicemarszałek Sejmu       | KP Platforma Obywatelska – Koalicja Obywatelska | 11 listopada 2019(dts) |                        |
|                                                                     | Ryszard Terlecki       | Wicemarszałek Sejmu       | KP Prawo i Sprawiedliwość                       | 12 listopada 2015(dts) | 11 listopada 2019(dts) |
|                                                                     | Stanisław Tyszka       | Wicemarszałek Sejmu       | KP Kukiz’15                                     | 12 listopada 2015(dts) | 11 listopada 2019(dts) |
|                                                                     | Beata Mazurek          | Wicemarszałek Sejmu       | KP Prawo i Sprawiedliwość                       | 11 stycznia 2018(dts)  | 28 maja 2019(dts)      |
| Małgorzata Gosiewska                                                | Wicemarszałek Sejmu    | KP Prawo i Sprawiedliwość | 12 czerwca 2019(dts)                            | 11 listopada 2019(dts) |                        |
| Elżbieta Witek                                                      | Marszałek Sejmu        | KP Prawo i Sprawiedliwość | 9 sierpnia 2019(dts)                            | 11 listopada 2019(dts) |                        |

## Przynależność klubowa

### Stan pod koniec kadencji
Posłowie VIII kadencji zrzeszeni byli w następujących klubach i kołach:
- Klub Parlamentarny Prawo i Sprawiedliwość – 239 posłów, przewodniczący Ryszard Terlecki[15],
- Klub Parlamentarny Platforma Obywatelska – Koalicja Obywatelska – 155 posłów, przewodniczący Sławomir Neumann[15],
- Klub Parlamentarny Polskie Stronnictwo Ludowe – Koalicja Polska – 22 posłów, przewodniczący Władysław Kosiniak-Kamysz[15],
- Klub Poselski Kukiz’15 – 16 posłów, przewodniczący Paweł Kukiz[15],
- Koło Poselskie Konfederacja – 4 posłów, przewodniczący Jakub Kulesza[15],
- Koło Poselskie Unia Polityki Realnej – 4 posłów, przewodniczący Bartosz Józwiak[15],
- Koło Poselskie Przywrócić Prawo – 3 posłów, przewodniczący Janusz Sanocki[15],
- Koło Poselskie Teraz! – 3 posłów, przewodniczący Ryszard Petru[15].

Ponadto 12 posłów było niezrzeszonych. W trakcie kadencji istniało Koło Poselskie Republikanie, Koło Poselskie Unii Europejskich Demokratów, Klub Parlamentarny Polskiego Stronnictwa Ludowego i Klub Parlamentarny oraz Koło Nowoczesnej, a także Koło Wolni i Solidarni.
| Klub Parlamentarny Prawo i Sprawiedliwość | Klub Parlamentarny Prawo i Sprawiedliwość | Klub Parlamentarny Prawo i Sprawiedliwość | Klub Parlamentarny Prawo i Sprawiedliwość |
| --- | --- | --- | --- |
| | | | |
| - Andrzej Adamczyk - Waldemar Andzel - Dorota Arciszewska-Mielewczyk - Jan Ardanowski - Iwona Arent - Marek Ast - Zbigniew Babalski - Piotr Babinetz - Maciej Badora - Ryszard Bartosik - Barbara Bartuś - Mieczysław Baszko - Dariusz Bąk - Włodzimierz Bernacki - Jerzy Bielecki - Zbigniew Biernat - Mariusz Błaszczak - Jacek Bogucki - Joanna Borowiak - Agata Borowiec - Kamil Bortniczuk - Bożena Borys-Szopa - Barbara Bubula - Wojciech Buczak - Waldemar Buda - Lidia Burzyńska - Zbigniew Chmielowiec - Sylwester Chruszcz - Anna Cicholska - Lucjan Cichosz - Krzysztof Ciebiada - Michał Cieślak - Tadeusz Cymański - Krzysztof Czabański - Przemysław Czarnecki - Witold Czarnecki - Arkadiusz Czartoryski - Anna Czech - Anita Czerwińska - Katarzyna Czochara - Leszek Dobrzyński - Zbigniew Dolata - Antoni Duda - Elżbieta Duda - Jan Duda - Marcin Duszek - Katarzyna Dutkiewicz - Michał Dworczyk - Jan Dziedziczak - Tadeusz Dziuba - Barbara Dziuk - Jacek Falfus - Ewa Filipiak - Leszek Galemba - Andrzej Gawron - Szymon Giżyński - Teresa Glenc - Piotr Gliński - Krzysztof Głuchowski - Małgorzata Golińska | - Kazimierz Gołojuch - Jarosław Gonciarz - Małgorzata Gosiewska - Jerzy Gosiewski - Jarosław Gowin - Zbigniew Gryglas - Kazimierz Gwiazdowski - Sławomir Hajos - Teresa Hałas - Marcin Horała - Józefa Hrynkiewicz - Michał Jach - Wiesław Janczyk - Grzegorz Janik - Małgorzata Janowska - Mariusz Jędrysek - Norbert Kaczmarczyk - Alicja Kaczorowska - Jarosław Kaczyński - Piotr Kaleta - Adam Kałaska - Mariusz Kamiński - Jan Kilian - Lech Kołakowski - Robert Kołakowski - Wojciech Kossakowski - Andrzej Kosztowniak - Henryk Kowalczyk - Bartosz Kownacki - Ewa Kozanecka - Krzysztof Kozik - Jarosław Krajewski - Wiesław Krajewski - Leonard Krasulski - Piotr Król - Anna Krupka - Andrzej Kryj - Bernadeta Krynicka - Dariusz Kubiak - Marta Kubiak - Krzysztof Kubów - Marek Kuchciński - Jacek Kurzępa - Anna Kwiecień - Marek Kwitek - Tomasz Latos - Bogdan Latosiński - Józef Leśniak - Joanna Lichocka - Krzysztof Lipiec - Adam Lipiński - Paweł Lisiecki - Grzegorz Lorek - Tomasz Ławniczak - Marzena Machałek - Krzysztof Maciejewski - Antoni Macierewicz - Ewa Malik - Jerzy Małecki - Maciej Małecki | - Gabriela Masłowska - Jerzy Materna - Beata Mateusiak-Pielucha - Grzegorz Matusiak - Andrzej Matusiewicz - Marek Matuszewski - Kazimierz Matuszny - Andrzej Melak - Mieczysław Miazga - Iwona Michałek - Krzysztof Michałkiewicz - Anna Milczanowska - Daniel Milewski - Jan Mosiński - Kazimierz Moskal - Aleksander Mrówczyński - Arkadiusz Mularczyk - Rafał Mucha - Piotr Müller - Wojciech Murdzek - Piotr Naimski - Jerzy Naszkiewicz - Maria Nowak - Danuta Nowicka - Waldemar Olejniczak - Piotr Olszówka - Adam Ołdakowski - Marek Opioła - Krzysztof Ostrowski - Jacek Osuch - Anna Paluch - Jerzy Paul - Krystyna Pawłowicz - Grzegorz Piechowiak - Dariusz Piontkowski - Stanisław Piotrowicz - Elżbieta Płonka - Jerzy Polaczek - Marek Polak - Piotr Polak - Marcin Porzucek - Grzegorz Puda - Piotr Pyzik - Grzegorz Raczak - Urszula Rusecka - Paweł Rychlik - Tomasz Rzymkowski - Jacek Sasin - Roman Sasin - Anna Schmidt-Rodziewicz - Łukasz Schreiber - Jarosław Sellin - Edward Siarka - Anna Siarkowska - Krzysztof Sitarski - Wojciech Skurkiewicz - Sławomir Skwarek - Andrzej Smirnow - Kazimierz Smoliński - Anna Sobecka | - Czesław Sobierajski - Artur Soboń - Agnieszka Soin - Andrzej Sośnierz - Lech Sprawka - Mirosława Stachowiak-Różecka - Marek Suski - Artur Szałabawka - Wojciech Szarama - Józefa Szczurek-Żelazko - Paweł Szefernaker - Jan Szewczak - Andrzej Szlachta - Krzysztof Szulowski - Stanisław Szwed - Halina Szydełko - Ewa Szymańska - Szymon Szynkowski vel Sęk - Janusz Śniadek - Adam Śnieżek - Jacek Świat - Dominik Tarczyński - Krzysztof Tchórzewski - Robert Telus - Ryszard Terlecki - Ewa Tomaszewska - Mariusz Trepka - Sylwester Tułajew - Piotr Uruski - Piotr Uściński - Teresa Wargocka - Robert Warwas - Jan Warzecha - Małgorzata Wassermann - Maciej Wąsik - Rafał Weber - Jerzy Wilk - Elżbieta Witek - Henryk Wnorowski - Michał Wojtkiewicz - Grzegorz Woźniak - Tadeusz Woźniak - Michał Wójcik - Krystyna Wróblewska - Bartłomiej Wróblewski - Małgorzata Wypych - Marek Zagórski - Krzysztof Zaremba - Artur Zasada - Sławomir Zawiślak - Łukasz Zbonikowski - Jarosław Zieliński - Tomasz Zieliński - Zbigniew Ziobro - Maria Zuba - Wojciech Zubowski - Małgorzata Zwiercan - Ireneusz Zyska - Jacek Żalek |
| Klub Parlamentarny Platforma Obywatelska – Koalicja Obywatelska | | | |
| | | | |
| - Zbigniew Ajchler - Paweł Arndt - Urszula Augustyn - Joanna Augustynowska - Tadeusz Aziewicz - Paweł Bańkowski - Anna Białkowska - Jerzy Borowczak - Krzysztof Brejza - Borys Budka - Bożenna Bukiewicz - Małgorzata Chmiel - Alicja Chybicka - Janusz Cichoń - Piotr Cieśliński - Tomasz Cimoszewicz - Adam Cyrański - Zofia Czernow - Andrzej Czerwiński - Alicja Dąbrowska - Barbara Dolniak - Ewa Drozd - Artur Dunin - Waldy Dzikowski - Joanna Fabisiak - Joanna Frydrych - Grzegorz Furgo - Krzysztof Gadowski - Kinga Gajewska - Elżbieta Gapińska - Kamila Gasiuk-Pihowicz - Zdzisław Gawlik - Stanisław Gawłowski - Lidia Gądek - Elżbieta Gelert - Artur Gierada - Tomasz Głogowski - Marta Golbik - Cezary Grabarczyk | - Jan Grabiec - Rafał Grupiński - Agnieszka Hanajczyk - Bożena Henczyca - Paulina Hennig-Kloska - Jolanta Hibner - Marek Hok - Maria Janyska - Michał Jaros - Bożena Kamińska - Włodzimierz Karpiński - Małgorzata Kidawa-Błońska - Marcin Kierwiński - Joanna Kluzik-Rostkowska - Paweł Kobyliński - Magdalena Kochan - Agnieszka Kołacz-Leszczyńska - Ewa Kołodziej - Zbigniew Konwiński - Adam Korol - Leszek Korzeniowski - Roman Kosecki - Tomasz Kostuś - Iwona Krawczyk - Robert Kropiwnicki - Wojciech Król - Marek Krząkała - Henryka Krzywonos-Strycharska - Tomasz Kucharski - Stanisław Lamczyk - Józef Lassota - Gabriela Lenartowicz - Tomasz Lenz - Izabela Leszczyna - Beata Małecka-Libera - Ewa Lieder - Grzegorz Lipiec - Katarzyna Lubnauer - Zofia Ławrynowicz | - Arkadiusz Marchewka - Jagna Marczułajtis-Walczak - Magdalena Marek - Jerzy Meysztowicz - Antoni Mężydło - Krzysztof Mieszkowski - Rajmund Miller - Piotr Misiło - Aldona Młyńczak - Czesław Mroczek - Izabela Mrzygłocka - Joanna Mucha - Killion Munyama - Arkadiusz Myrcha - Anna Nemś - Sławomir Neumann - Dorota Niedziela - Małgorzata Niemczyk - Sławomir Nitras - Tomasz Nowak - Mirosława Nykiel - Włodzimierz Nykiel - Norbert Obrycki - Marzena Okła-Drewnowicz - Paweł Olszewski - Katarzyna Osos - Mirosław Pampuch - Paweł Papke - Zbigniew Pawłowicz - Małgorzata Pępek - Sławomir Piechota - Danuta Pietraszewska - Teresa Piotrowska - Kazimierz Plocke - Agnieszka Pomaska - Jacek Protas - Paweł Pudłowski - Elżbieta Radziszewska - Grzegorz Raniewicz | - Ireneusz Raś - Monika Rosa - Halina Rozpondek - Leszek Ruszczyk - Dorota Rutkowska - Jakub Rutnicki - Marek Rząsa - Grzegorz Schetyna - Krystyna Sibińska - Tomasz Siemoniak - Krystyna Skowrońska - Marek Sowa - Michał Stasiński - Elżbieta Stępień - Mirosław Suchoń - Paweł Suski - Michał Szczerba - Adam Szłapka - Krystyna Szumilas - Bożena Szydłowska - Tomasz Szymański - Iwona Śledzińska-Katarasińska - Marcin Święcicki - Cezary Tomczyk - Krzysztof Truskolaski - Robert Tyszkiewicz - Jarosław Urbaniak - Anna Wasilewska - Monika Wielichowska - Ryszard Wilczyński - Mariusz Witczak - Marek Wójcik - Kornelia Wróblewska - Witold Zembaczyński - Marian Zembala - Wojciech Ziemniak - Szymon Ziółkowski - Stanisław Żmijan |
| Klub Parlamentarny Polskie Stronnictwo Ludowe – Koalicja Polska | | | |
| | | | |
| - Paweł Bejda - Marek Biernacki - Krystian Jarubas - Michał Kamiński - Mieczysław Kasprzak - Eugeniusz Kłopotek | - Władysław Kosiniak-Kamysz - Kazimierz Kotowski - Radosław Lubczyk - Jan Łopata - Mirosław Maliszewski - Michał Mazowiecki | - Stefan Niesiołowski - Urszula Pasławska - Krzysztof Paszyk - Jacek Protasiewicz - Marek Sawicki - Zbigniew Sosnowski | - Genowefa Tokarska - Jacek Tomczak - Piotr Walkowski - Piotr Zgorzelski |
| Klub Poselski Kukiz’15 | | | |
| | | | |
| - Piotr Apel - Józef Brynkus - Barbara Chrobak - Grzegorz Długi | - Paweł Grabowski - Andrzej Kobylarz - Paweł Kukiz - Maciej Masłowski | - Robert Mordak - Błażej Parda - Stefan Romecki - Łukasz Rzepecki | - Jarosław Sachajko - Paweł Szramka - Agnieszka Ścigaj - Stanisław Tyszka |
| Koło Poselskie Konfederacja | | | |
| | | | |
| - Jakub Kulesza | - Paweł Skutecki | - Jacek Wilk | - Robert Winnicki |
| Koło Poselskie Unia Polityki Realnej | | | |
| | | | |
| - Tomasz Jaskóła | - Bartosz Józwiak | - Jerzy Kozłowski | - Elżbieta Zielińska |
| Koło Poselskie Przywrócić Prawo | | | |
| | | | |
| - Jerzy Jachnik | - Piotr Liroy-Marzec | - Janusz Sanocki | |
| Koło Poselskie Teraz! | | | |
| | | | |
| - Joanna Mihułka | - Ryszard Petru | - Joanna Scheuring-Wielgus | |
| Posłowie niezrzeszeni | | | |
| | | | |
| - Adam Andruszkiewicz - Piotr Babiarz - Magdalena Błeńska | - Ryszard Galla - Marek Jakubiak - Jan Klawiter | - Edyta Kubik - Andrzej Maciejewski - Robert Majka | - Stanisław Pięta - Jarosław Porwich - Marek Ruciński |

### Posłowie, których mandat wygasł w trakcie lub przed rozpoczęciem kadencji (47 posłów)
| Poseł                 | Poseł                  | Data wygaśnięcia mandatu                                      | Przyczyna                                                     | Następca                     |
| --------------------- | ---------------------- | ------------------------------------------------------------- | ------------------------------------------------------------- | ---------------------------- |
|                       | Józef Kurek            | 4 listopada 2015(dts)                                         | zrzeczenie się mandatu                                        | Anna Cicholska               |
| Czesław Hoc           | 27 listopada 2015(dts) | objęcie zwolnionego mandatu posła do Parlamentu Europejskiego | Stefan Strzałkowski                                           |                              |
| Sławomir Kłosowski    | 27 listopada 2015(dts) | objęcie zwolnionego mandatu posła do Parlamentu Europejskiego | Katarzyna Czochara                                            |                              |
|                       | Tomasz Tomczykiewicz   | 28 listopada 2015(dts)                                        | śmierć                                                        | Ewa Kołodziej                |
|                       | Piotr Pszczółkowski    | 2 grudnia 2015(dts)                                           | wybór na sędziego Trybunału Konstytucyjnego                   | Alicja Kaczorowska           |
| Wojciech Jasiński     | 15 grudnia 2015(dts)   | zrzeczenie się mandatu                                        | Waldemar Olejniczak                                           |                              |
| Jerzy Żyżyński        | 18 marca 2016(dts)     | wybór na członka Rady Polityki Pieniężnej                     | Bartłomiej Stawiarski                                         |                              |
| Artur Górski          | 1 kwietnia 2016(dts)   | śmierć                                                        | Andrzej Melak                                                 |                              |
| Andrzej Jaworski      | 14 maja 2016(dts)      | zrzeczenie się mandatu                                        | Grzegorz Raczak                                               |                              |
| Maks Kraczkowski      | 30 czerwca 2016(dts)   | zrzeczenie się mandatu                                        | Grzegorz Piechowiak                                           |                              |
|                       | Rafał Wójcikowski      | 19 stycznia 2017(dts)                                         | śmierć                                                        | Małgorzata Janowska          |
|                       | Krzysztof Łapiński     | 11 maja 2017(dts)                                             | powołanie na sekretarza stanu w Kancelarii Prezydenta RP      | Marta Kubiak                 |
| Konrad Głębocki       | 5 czerwca 2018(dts)    | mianowanie na Ambasadora RP w Republice Włoskiej              | Mariusz Trepka                                                |                              |
| Adam Abramowicz       | 22 czerwca 2018(dts)   | zrzeczenie się mandatu                                        | Tomasz Zieliński                                              |                              |
|                       | Stanisław Huskowski    | 25 października 2018(dts)                                     | wybór na radnego Sejmiku Województwa Dolnośląskiego           | Iwona Krawczyk               |
|                       | Grzegorz Wojciechowski | 26 października 2018(dts)                                     | wybór na radnego Sejmiku Województwa Łódzkiego                | Grzegorz Lorek               |
|                       | Rafał Trzaskowski      | 29 października 2018(dts)                                     | wybór na Prezydenta Miasta Stołecznego Warszawy               | Jagna Marczułajtis-Walczak   |
|                       | Jarosław Szlachetka    | 31 października 2018(dts)                                     | wybór na Burmistrza Gminy Myślenice                           | Sławomir Hajos               |
| Bartłomiej Stawiarski | 5 listopada 2018(dts)  | wybór na Burmistrza Gminy Namysłów                            | Kamil Bortniczuk                                              |                              |
|                       | Wojciech Wilk          | 5 listopada 2018(dts)                                         | wybór na Burmistrza Miasta Kraśnika                           | Magdalena Marek              |
|                       | Wojciech Bakun         | 6 listopada 2018(dts)                                         | wybór na Prezydenta Miasta Przemyśla                          | Robert Majka                 |
|                       | Bogusław Sonik         | 20 listopada 2018(dts)                                        | objęcie zwolnionego mandatu posła do Parlamentu Europejskiego | Grzegorz Lipiec              |
|                       | Dariusz Starzycki      | 21 listopada 2018(dts)                                        | wybór na Wicemarszałka Województwa Śląskiego                  | Danuta Nowicka               |
| Jarosław Stawiarski   | 21 listopada 2018(dts) | wybór na Marszałka Województwa Lubelskiego                    | Sławomir Skwarek                                              |                              |
| Grzegorz Schreiber    | 22 listopada 2018(dts) | wybór na Marszałka Województwa Łódzkiego                      | Paweł Rychlik                                                 |                              |
| Jolanta Szczypińska   | 8 grudnia 2018(dts)    | śmierć                                                        | Piotr Müller                                                  |                              |
|                       | Bartosz Arłukowicz     | 28 maja 2019(dts)                                             | wybór na posła do Parlamentu Europejskiego                    | Zofia Ławrynowicz            |
|                       | Joachim Brudziński     | 28 maja 2019(dts)                                             | wybór na posła do Parlamentu Europejskiego                    | Rafał Mucha                  |
|                       | Andrzej Halicki        | 28 maja 2019(dts)                                             | wybór na posła do Parlamentu Europejskiego                    | Alicja Dąbrowska             |
|                       | Patryk Jaki            | 28 maja 2019(dts)                                             | wybór na posła do Parlamentu Europejskiego                    | Jerzy Naszkiewicz            |
| Krzysztof Jurgiel     | 28 maja 2019(dts)      | Henryk Wnorowski                                              | wybór na posła do Parlamentu Europejskiego                    |                              |
| Beata Kempa           | 28 maja 2019(dts)      | Agnieszka Soin                                                | wybór na posła do Parlamentu Europejskiego                    |                              |
| Izabela Kloc          | 28 maja 2019(dts)      | Katarzyna Dutkiewicz                                          | wybór na posła do Parlamentu Europejskiego                    |                              |
|                       | Ewa Kopacz             | 28 maja 2019(dts)                                             | wybór na posła do Parlamentu Europejskiego                    | Michał Mazowiecki            |
|                       | Joanna Kopcińska       | 28 maja 2019(dts)                                             | wybór na posła do Parlamentu Europejskiego                    | Roman Sasin                  |
| Elżbieta Kruk         | 28 maja 2019(dts)      | Adam Kałaska                                                  | wybór na posła do Parlamentu Europejskiego                    |                              |
| Beata Mazurek         | 28 maja 2019(dts)      | Lucjan Cichosz                                                | wybór na posła do Parlamentu Europejskiego                    |                              |
|                       | Andżelika Możdżanowska | 28 maja 2019(dts)                                             | wybór na posła do Parlamentu Europejskiego                    | Piotr Walkowski              |
|                       | Elżbieta Rafalska      | 28 maja 2019(dts)                                             | wybór na posła do Parlamentu Europejskiego                    | Elżbieta Płonka              |
| Bogdan Rzońca         | 28 maja 2019(dts)      | Adam Śnieżek                                                  | wybór na posła do Parlamentu Europejskiego                    |                              |
| Beata Szydło          | 28 maja 2019(dts)      | Krzysztof Kozik                                               | wybór na posła do Parlamentu Europejskiego                    |                              |
| Grzegorz Tobiszowski  | 28 maja 2019(dts)      | Maria Nowak                                                   | wybór na posła do Parlamentu Europejskiego                    |                              |
| Witold Waszczykowski  | 28 maja 2019(dts)      | Krzysztof Ciebiada                                            | wybór na posła do Parlamentu Europejskiego                    |                              |
| Anna Zalewska         | 28 maja 2019(dts)      | Maciej Badora                                                 | wybór na posła do Parlamentu Europejskiego                    |                              |
|                       | Kornel Morawiecki      | 30 września 2019(dts)                                         | śmierć                                                        | Edyta Kubik                  |
|                       | Jan Szyszko            | 9 października 2019(dts)                                      | śmierć                                                        | mandat pozostał nieobsadzony |
| Stefan Strzałkowski   | 8 listopada 2019(dts)  | śmierć                                                        | mandat pozostał nieobsadzony                                  |                              |

### Zmiany liczebności klubów w czasie kadencji
|            | Klub lub koło | Klub lub koło | Klub lub koło | Klub lub koło | Klub lub koło | Klub lub koło | Klub lub koło | Klub lub koło | Klub lub koło | Klub lub koło | Klub lub koło | Klub lub koło | Klub lub koło | Klub lub koło | Niez. | Razem | Wakaty |
| PiS        | PO            | K’15          | .N            | PSL           | WiS           | UED           | Rep.          | LS            | T!            | W-S           | K             | UPR           | PP            |               | Niez. | Razem | Wakaty |
| ---------- | ------------- | ------------- | ------------- | ------------- | ------------- | ------------- | ------------- | ------------- | ------------- | ------------- | ------------- | ------------- | ------------- | ------------- | ----- | ----- | ------ |
|            |               |               |               |               |               |               |               |               |               |               |               |               |               |               |       | Razem | Wakaty |
| 12.11.2015 | 234           | 138           | 41            | 28            | 16            | –             | –             | –             | –             | –             | –             | –             | –             | –             | 3     | 460   | –      |
| 27.11.2015 | 232           | 138           | 41            | 28            | 16            | –             | –             | –             | –             | –             | –             | –             | –             | –             | 3     | 458   | 2      |
| 28.11.2015 | 232           | 137           | 41            | 28            | 16            | –             | –             | –             | –             | –             | –             | –             | –             | –             | 3     | 457   | 3      |
| 02.12.2015 | 231           | 137           | 41            | 28            | 16            | –             | –             | –             | –             | –             | –             | –             | –             | –             | 3     | 456   | 4      |
| 09.12.2015 | 234           | 138           | 41            | 28            | 16            | –             | –             | –             | –             | –             | –             | –             | –             | –             | 3     | 460   | –      |
| 15.12.2015 | 233           | 138           | 41            | 28            | 16            | –             | –             | –             | –             | –             | –             | –             | –             | –             | 3     | 459   | 1      |
| 22.12.2015 | 234           | 138           | 41            | 28            | 16            | –             | –             | –             | –             | –             | –             | –             | –             | –             | 3     | 460   | –      |
| 23.12.2015 | 234           | 138           | 40            | 29            | 16            | –             | –             | –             | –             | –             | –             | –             | –             | –             | 3     | 460   | –      |
| 18.03.2016 | 233           | 138           | 40            | 29            | 16            | –             | –             | –             | –             | –             | –             | –             | –             | –             | 3     | 459   | 1      |
| 25.03.2016 | 234           | 138           | 40            | 29            | 16            | –             | –             | –             | –             | –             | –             | –             | –             | –             | 3     | 460   | –      |
| 01.04.2016 | 233           | 138           | 40            | 29            | 16            | –             | –             | –             | –             | –             | –             | –             | –             | –             | 3     | 459   | 1      |
| 08.04.2016 | 234           | 138           | 40            | 29            | 16            | –             | –             | –             | –             | –             | –             | –             | –             | –             | 3     | 460   | –      |
| 14.04.2016 | 234           | 138           | 38            | 29            | 16            | –             | –             | –             | –             | –             | –             | –             | –             | –             | 5     | 460   | –      |
| 24.04.2016 | 234           | 138           | 37            | 29            | 16            | –             | –             | –             | –             | –             | –             | –             | –             | –             | 6     | 460   | –      |
| 14.05.2016 | 233           | 138           | 37            | 29            | 16            | –             | –             | –             | –             | –             | –             | –             | –             | –             | 6     | 459   | 1      |
| 18.05.2016 | 233           | 138           | 36            | 29            | 16            | 3             | –             | –             | –             | –             | –             | –             | –             | –             | 4     | 459   | 1      |
| 01.06.2016 | 234           | 138           | 36            | 29            | 16            | 3             | –             | –             | –             | –             | –             | –             | –             | –             | 4     | 460   | –      |
| 13.06.2016 | 234           | 137           | 36            | 30            | 16            | 3             | –             | –             | –             | –             | –             | –             | –             | –             | 4     | 460   | –      |
| 01.07.2016 | 233           | 137           | 36            | 30            | 16            | 3             | –             | –             | –             | –             | –             | –             | –             | –             | 4     | 459   | 1      |
| 12.07.2016 | 234           | 137           | 36            | 30            | 16            | 3             | –             | –             | –             | –             | –             | –             | –             | –             | 4     | 460   | –      |
| 20.07.2016 | 234           | 134           | 36            | 30            | 16            | 3             | –             | –             | –             | –             | –             | –             | –             | –             | 7     | 460   | –      |
| 21.09.2016 | 234           | 133           | 36            | 30            | 16            | 3             | 4             | –             | –             | –             | –             | –             | –             | –             | 4     | 460   | –      |
| 16.11.2016 | 234           | 132           | 36            | 31            | 16            | 3             | 4             | –             | –             | –             | –             | –             | –             | –             | 4     | 460   | –      |
| 19.01.2017 | 234           | 132           | 35            | 31            | 16            | 3             | 4             | –             | –             | –             | –             | –             | –             | –             | 4     | 459   | 1      |
| 08.02.2017 | 234           | 132           | 35            | 31            | 16            | 3             | 4             | –             | –             | –             | –             | –             | –             | –             | 5     | 460   | –      |
| 23.02.2017 | 234           | 132           | 33            | 31            | 16            | 3             | 4             | –             | –             | –             | –             | –             | –             | –             | 7     | 460   | –      |
| 24.02.2017 | 234           | 132           | 33            | 31            | 16            | 3             | 4             | 3             | –             | –             | –             | –             | –             | –             | 4     | 460   | –      |
| 12.04.2017 | 234           | 136           | 33            | 27            | 16            | 3             | 4             | 3             | –             | –             | –             | –             | –             | –             | 4     | 460   | –      |
| 11.05.2017 | 233           | 136           | 33            | 27            | 16            | 3             | 4             | 3             | –             | –             | –             | –             | –             | –             | 4     | 459   | 1      |
| 24.05.2017 | 234           | 136           | 33            | 27            | 16            | 3             | 4             | 3             | –             | –             | –             | –             | –             | –             | 4     | 460   | –      |
| 08.06.2017 | 234           | 136           | 32            | 27            | 16            | 3             | 4             | 3             | –             | –             | –             | –             | –             | –             | 5     | 460   | –      |
| 19.07.2017 | 234           | 136           | 32            | 27            | 15            | 3             | 4             | 3             | –             | –             | –             | –             | –             | –             | 6     | 460   | –      |
| 20.09.2017 | 236           | 136           | 32            | 27            | 15            | 3             | 4             | –             | –             | –             | –             | –             | –             | –             | 7     | 460   | –      |
| 11.10.2017 | 235           | 136           | 32            | 26            | 15            | 3             | 4             | –             | –             | –             | –             | –             | –             | –             | 9     | 460   | –      |
| 13.10.2017 | 235           | 136           | 33            | 26            | 15            | 3             | 4             | –             | –             | –             | –             | –             | –             | –             | 8     | 460   | –      |
| 30.10.2017 | 235           | 136           | 32            | 26            | 15            | 4             | 4             | –             | –             | –             | –             | –             | –             | –             | 8     | 460   | –      |
| 09.11.2017 | 235           | 136           | 31            | 26            | 15            | 5             | 4             | –             | –             | –             | –             | –             | –             | –             | 8     | 460   | –      |
| 07.12.2017 | 235           | 136           | 30            | 26            | 15            | 6             | 4             | –             | –             | –             | –             | –             | –             | –             | 8     | 460   | –      |
| 11.12.2017 | 236           | 136           | 30            | 26            | 15            | 6             | 4             | –             | –             | –             | –             | –             | –             | –             | 7     | 460   | –      |
| 12.12.2017 | 237           | 136           | 30            | 26            | 15            | 6             | 4             | –             | –             | –             | –             | –             | –             | –             | 6     | 460   | –      |
| 11.01.2018 | 237           | 136           | 30            | 25            | 15            | 6             | 4             | –             | –             | –             | –             | –             | –             | –             | 7     | 460   | –      |
| 22.01.2018 | 237           | 136           | 30            | 25            | 16            | 6             | 3             | –             | –             | –             | –             | –             | –             | –             | 7     | 460   | –      |
| 02.02.2018 | 237           | 136           | 30            | 25            | 15            | 6             | 3             | –             | –             | –             | –             | –             | –             | –             | 8     | 460   | –      |
| 08.02.2018 | 238           | 136           | 30            | 25            | 18            | 6             | –             | –             | –             | –             | –             | –             | –             | –             | 7     | 460   | –      |
| 15.02.2018 | 238           | 136           | 29            | 25            | 18            | 6             | –             | –             | –             | –             | –             | –             | –             | –             | 8     | 460   | –      |
| 08.03.2018 | 237           | 136           | 29            | 25            | 18            | 6             | –             | –             | –             | –             | –             | –             | –             | –             | 9     | 460   | –      |
| 10.05.2018 | 237           | 136           | 29            | 23            | 18            | 6             | –             | –             | –             | –             | –             | –             | –             | –             | 11    | 460   | –      |
| 11.05.2018 | 237           | 136           | 29            | 22            | 18            | 6             | –             | –             | –             | –             | –             | –             | –             | –             | 12    | 460   | –      |
| 05.06.2018 | 235           | 136           | 29            | 22            | 18            | 6             | –             | –             | –             | –             | –             | –             | –             | –             | 13    | 459   | 1      |
| 15.06.2018 | 236           | 136           | 29            | 22            | 18            | 6             | –             | –             | 3             | –             | –             | –             | –             | –             | 10    | 459   | 1      |
| 22.06.2018 | 234           | 136           | 29            | 22            | 18            | 6             | –             | –             | 3             | –             | –             | –             | –             | –             | 10    | 458   | 2      |
| 03.07.2018 | 235           | 136           | 29            | 22            | 18            | 6             | –             | –             | 3             | –             | –             | –             | –             | –             | 10    | 459   | 1      |
| 18.07.2018 | 236           | 136           | 29            | 22            | 18            | 6             | –             | –             | 3             | –             | –             | –             | –             | –             | 10    | 460   | –      |
| 25.10.2018 | 236           | 136           | 29            | 22            | 17            | 6             | –             | –             | 3             | –             | –             | –             | –             | –             | 10    | 459   | 1      |
| 26.10.2018 | 235           | 136           | 28            | 22            | 17            | 6             | –             | –             | 3             | –             | –             | –             | –             | –             | 11    | 458   | 2      |
| 29.10.2018 | 235           | 135           | 28            | 22            | 17            | 6             | –             | –             | 3             | –             | –             | –             | –             | –             | 11    | 457   | 3      |
| 31.10.2018 | 234           | 135           | 28            | 22            | 17            | 6             | –             | –             | 3             | –             | –             | –             | –             | –             | 11    | 456   | 4      |
| 02.11.2018 | 234           | 135           | 27            | 22            | 17            | 6             | –             | –             | 3             | –             | –             | –             | –             | –             | 12    | 456   | 4      |
| 05.11.2018 | 233           | 134           | 27            | 22            | 17            | 6             | –             | –             | 3             | –             | –             | –             | –             | –             | 12    | 454   | 6      |
| 06.11.2018 | 233           | 134           | 26            | 22            | 17            | 6             | –             | –             | 3             | –             | –             | –             | –             | –             | 12    | 453   | 7      |
| 20.11.2018 | 233           | 133           | 26            | 22            | 17            | 6             | –             | –             | –             | 3             | –             | –             | –             | –             | 12    | 452   | 8      |
| 21.11.2018 | 234           | 135           | 26            | 22            | 17            | 6             | –             | –             | –             | 3             | –             | –             | –             | –             | 13    | 456   | 4      |
| 22.11.2018 | 233           | 135           | 26            | 22            | 17            | 6             | –             | –             | –             | 3             | 3             | –             | –             | –             | 10    | 455   | 5      |
| 05.12.2018 | 237           | 145           | 26            | 14            | 17            | 5             | –             | –             | –             | 3             | 3             | –             | –             | –             | 10    | 460   | –      |
| 08.12.2018 | 236           | 145           | 26            | 14            | 17            | 5             | –             | –             | –             | 3             | 3             | –             | –             | –             | 10    | 459   | 1      |
| 13.12.2018 | 236           | 145           | 26            | 15            | 16            | 5             | –             | –             | –             | 3             | 3             | –             | –             | –             | 10    | 459   | 1      |
| 28.12.2018 | 237           | 145           | 26            | 15            | 16            | 4             | –             | –             | –             | 3             | 3             | –             | –             | –             | 11    | 460   | –      |
| 22.03.2019 | 237           | 145           | 26            | 15            | 16            | 4             | –             | –             | –             | 3             | –             | 5             | –             | –             | 9     | 460   | –      |
| 03.04.2019 | 238           | 145           | 26            | 15            | 16            | 3             | –             | –             | –             | 3             | –             | 5             | –             | –             | 9     | 460   | –      |
| 16.05.2019 | 238           | 145           | 26            | 15            | 16            | 3             | –             | –             | –             | 3             | –             | 6             | –             | –             | 8     | 460   | –      |
| 28.05.2019 | 223           | 142           | 26            | 15            | 16            | 3             | –             | –             | –             | 3             | –             | 6             | –             | –             | 8     | 442   | 18     |
| 12.06.2019 | 236           | 143           | 26            | 15            | 18            | 3             | –             | –             | –             | 3             | –             | 6             | –             | –             | 8     | 458   | 2      |
| 13.06.2019 | 237           | 143           | 25            | –             | 19            | 3             | –             | –             | –             | 3             | –             | 6             | –             | –             | 23    | 459   | 1      |
| 14.06.2019 | 237           | 155           | 25            | –             | 19            | 3             | –             | –             | –             | 3             | –             | 6             | –             | –             | 11    | 459   | 1      |
| 03.07.2019 | 237           | 157           | 25            | –             | 19            | 3             | –             | –             | –             | 3             | –             | 6             | –             | –             | 10    | 460   | –      |
| 04.07.2019 | 237           | 155           | 25            | –             | 22            | 3             | –             | –             | –             | 3             | –             | 6             | –             | –             | 9     | 460   | –      |
| 19.07.2019 | 237           | 155           | 25            | –             | 22            | 3             | –             | –             | –             | 3             | –             | 5             | –             | –             | 10    | 460   | –      |
| 26.07.2019 | 237           | 155           | 24            | –             | 22            | 3             | –             | –             | –             | 3             | –             | 5             | –             | –             | 11    | 460   | –      |
| 01.08.2019 | 240           | 155           | 22            | –             | 22            | 3             | –             | –             | –             | 3             | –             | 5             | –             | –             | 10    | 460   | –      |
| 07.08.2019 | 240           | 155           | 21            | –             | 22            | 3             | –             | –             | –             | 3             | –             | 5             | –             | –             | 11    | 460   | –      |
| 09.08.2019 | 240           | 155           | 16            | –             | 22            | 3             | –             | –             | –             | 3             | –             | 4             | 4             | 3             | 10    | 460   | –      |
| 11.08.2019 | 240           | 155           | 16            | –             | 22            | 3             | –             | –             | –             | 3             | –             | 5             | 4             | 3             | 9     | 460   | –      |
| 03.09.2019 | 240           | 155           | 16            | –             | 22            | 3             | –             | –             | –             | 3             | –             | 4             | 4             | 3             | 10    | 460   | –      |
| 30.09.2019 | 240           | 155           | 16            | –             | 22            | –             | –             | –             | –             | 3             | –             | 4             | 4             | 3             | 12    | 459   | 1      |
| 09.10.2019 | 239           | 155           | 16            | –             | 22            | –             | –             | –             | –             | 3             | –             | 4             | 4             | 3             | 12    | 458   | 2      |
| 15.10.2019 | 239           | 155           | 16            | –             | 22            | –             | –             | –             | –             | 3             | –             | 4             | 4             | 3             | 13    | 459   | 1      |
| 16.10.2019 | 240           | 155           | 16            | –             | 22            | –             | –             | –             | –             | 3             | –             | 4             | 4             | 3             | 12    | 459   | 1      |
| 08.11.2019 | 239           | 155           | 16            | –             | 22            | –             | –             | –             | –             | 3             | –             | 4             | 4             | 3             | 12    | 458   | 2      |

## Lista według okręgów wyborczych
| Okręgi wyborcze w poszczególnych województwach: dolnośląskie • kujawsko-pomorskie • lubelskie • lubuskie • łódzkie • małopolskie • mazowieckie • opolskie • podkarpackie • podlaskie • pomorskie • śląskie • świętokrzyskie • warmińsko-mazurskie • wielkopolskie • zachodniopomorskie |

| Województwo dolnośląskie        | | |                                                                                                   | |                                                                                                   |                                                                                                   |                                                                                                   |                                                                                                   |                                                                                                   |                                                                                                   |
| Nr                              | Posłowie wybrani z list poszczególnych komitetów wyborczych (w nawiasach liczba zdobytych głosów) | Posłowie wybrani z list poszczególnych komitetów wyborczych (w nawiasach liczba zdobytych głosów) | Posłowie wybrani z list poszczególnych komitetów wyborczych (w nawiasach liczba zdobytych głosów) | Posłowie wybrani z list poszczególnych komitetów wyborczych (w nawiasach liczba zdobytych głosów)                                                       | Posłowie wybrani z list poszczególnych komitetów wyborczych (w nawiasach liczba zdobytych głosów) | Posłowie wybrani z list poszczególnych komitetów wyborczych (w nawiasach liczba zdobytych głosów) | Posłowie wybrani z list poszczególnych komitetów wyborczych (w nawiasach liczba zdobytych głosów) | Posłowie wybrani z list poszczególnych komitetów wyborczych (w nawiasach liczba zdobytych głosów) | Posłowie wybrani z list poszczególnych komitetów wyborczych (w nawiasach liczba zdobytych głosów) | Posłowie wybrani z list poszczególnych komitetów wyborczych (w nawiasach liczba zdobytych głosów) |
| 1                               | | Prawo i Sprawiedliwość Adam Lipiński (26 199) Elżbieta Witek (22 168) Marzena Machałek (14 608) Krzysztof Kubów (14 551) Wojciech Zubowski (10 802) Ewa Szymańska (5712) |                                                                                                   | Platforma Obywatelska RP Ewa Drozd (16 312) Zofia Czernow (10 070) Robert Kropiwnicki (8439) Iwona Krawczyk (7954)                                      |                                                                                                   | KWW Kukiz’15 Robert Winnicki (11 802)                                                             |                                                                                                   | Nowoczesna Ryszarda Petru Elżbieta Stępień (10 041)                                               |                                                                                                   |                                                                                                   |
| 2                               | | Platforma Obywatelska RP Tomasz Siemoniak (30 786) Izabela Mrzygłocka (8659) Monika Wielichowska (8621) Agnieszka Kołacz-Leszczyńska (6421) |                                                                                                   | Prawo i Sprawiedliwość Michał Dworczyk (24 935) Wojciech Murdzek (5758) Maciej Badora (3135)                                                            | KWW Kukiz’15 Ireneusz Zyska (7725)                                                                |                                                                                                   |                                                                                                   |                                                                                                   |                                                                                                   |                                                                                                   |
| 3                               | | Prawo i Sprawiedliwość Mirosława Stachowiak-Różecka (41 296) Jacek Świat (17 281) Mariusz Jędrysek (13 982) Piotr Babiarz (12 950) Przemysław Czarnecki (9200) Agnieszka Soin (3527)                                                                                               |                                                                                                   | Platforma Obywatelska RP Alicja Chybicka (62 211) Jacek Protasiewicz (29 922) Michał Jaros (12 235) Sławomir Piechota (5959) Aldona Młyńczak (5189)     |                                                                                                   | Nowoczesna Ryszarda Petru Krzysztof Mieszkowski (24 525) Joanna Augustynowska (9989)              |                                                                                                   | KWW Kukiz’15 Edyta Kubik (3976)                                                                   |                                                                                                   |                                                                                                   |
| Województwo kujawsko-pomorskie  | | |                                                                                                   | |                                                                                                   |                                                                                                   |                                                                                                   |                                                                                                   |                                                                                                   |                                                                                                   |
| Nr                              | Posłowie wybrani z list poszczególnych komitetów wyborczych (w nawiasach liczba zdobytych głosów) | Posłowie wybrani z list poszczególnych komitetów wyborczych (w nawiasach liczba zdobytych głosów) | Posłowie wybrani z list poszczególnych komitetów wyborczych (w nawiasach liczba zdobytych głosów) | Posłowie wybrani z list poszczególnych komitetów wyborczych (w nawiasach liczba zdobytych głosów)                                                       | Posłowie wybrani z list poszczególnych komitetów wyborczych (w nawiasach liczba zdobytych głosów) | Posłowie wybrani z list poszczególnych komitetów wyborczych (w nawiasach liczba zdobytych głosów) | Posłowie wybrani z list poszczególnych komitetów wyborczych (w nawiasach liczba zdobytych głosów) | Posłowie wybrani z list poszczególnych komitetów wyborczych (w nawiasach liczba zdobytych głosów) | Posłowie wybrani z list poszczególnych komitetów wyborczych (w nawiasach liczba zdobytych głosów) | Posłowie wybrani z list poszczególnych komitetów wyborczych (w nawiasach liczba zdobytych głosów) |
| 4                               | | Prawo i Sprawiedliwość Tomasz Latos (40 288) Piotr Król (10 773) Bartosz Kownacki (9044) Łukasz Schreiber (7291) Ewa Kozanecka (6851) |                                                                                                   | Platforma Obywatelska RP Zbigniew Pawłowicz (32 552) Teresa Piotrowska (18 678) Krzysztof Brejza (15 951) Paweł Olszewski (14 438)                      |                                                                                                   | KWW Kukiz’15 Paweł Skutecki (11 089)                                                              |                                                                                                   | Nowoczesna Ryszarda Petru Michał Stasiński (12 017)                                               |                                                                                                   | Polskie Stronnictwo Ludowe Eugeniusz Kłopotek (9143)                                              |
| 5                               | Prawo i Sprawiedliwość Jan Ardanowski (18 366) Krzysztof Czabański (16 546) Anna Sobecka (16 269) Łukasz Zbonikowski (8949) Joanna Borowiak (8292) Iwona Michałek (7485) | Platforma Obywatelska RP Tomasz Lenz (21 323) Arkadiusz Myrcha (13 400) Tomasz Szymański (10 399) Antoni Mężydło (9285) | KWW Kukiz’15 Paweł Szramka (13 552)                                                               | | Polskie Stronnictwo Ludowe Zbigniew Sosnowski (7230)                                              |                                                                                                   | Nowoczesna Ryszarda Petru Joanna Scheuring-Wielgus (12 655)                                       |                                                                                                   |                                                                                                   |                                                                                                   |
| Województwo lubelskie           | | |                                                                                                   | |                                                                                                   |                                                                                                   |                                                                                                   |                                                                                                   |                                                                                                   |                                                                                                   |
| Nr                              | Posłowie wybrani z list poszczególnych komitetów wyborczych (w nawiasach liczba zdobytych głosów) | Posłowie wybrani z list poszczególnych komitetów wyborczych (w nawiasach liczba zdobytych głosów) | Posłowie wybrani z list poszczególnych komitetów wyborczych (w nawiasach liczba zdobytych głosów) | Posłowie wybrani z list poszczególnych komitetów wyborczych (w nawiasach liczba zdobytych głosów)                                                       | Posłowie wybrani z list poszczególnych komitetów wyborczych (w nawiasach liczba zdobytych głosów) | Posłowie wybrani z list poszczególnych komitetów wyborczych (w nawiasach liczba zdobytych głosów) | Posłowie wybrani z list poszczególnych komitetów wyborczych (w nawiasach liczba zdobytych głosów) | Posłowie wybrani z list poszczególnych komitetów wyborczych (w nawiasach liczba zdobytych głosów) | Posłowie wybrani z list poszczególnych komitetów wyborczych (w nawiasach liczba zdobytych głosów) | Posłowie wybrani z list poszczególnych komitetów wyborczych (w nawiasach liczba zdobytych głosów) |
| 6                               | | Prawo i Sprawiedliwość Gabriela Masłowska (23 287) Sylwester Tułajew (17 289) Artur Soboń (16 643) Krzysztof Michałkiewicz (15 806) Lech Sprawka (15 713) Krzysztof Głuchowski (9924) Krzysztof Szulowski (9019) Jerzy Bielecki (8510) Sławomir Skwarek (7509) Adam Kałaska (3388) |                                                                                                   | Platforma Obywatelska RP Joanna Mucha (43 459) Włodzimierz Karpiński (10 260) Magdalena Marek (4131)                                                    |                                                                                                   | KWW Kukiz’15 Jakub Kulesza (15 058)                                                               |                                                                                                   | Polskie Stronnictwo Ludowe Jan Łopata (7750)                                                      |                                                                                                   |                                                                                                   |
| 7                               | Prawo i Sprawiedliwość Sławomir Zawiślak (25 236) Agata Borowiec (17 183) Marcin Duszek (12 783) Piotr Olszówka (8174) Jan Szewczak (7863) Teresa Hałas (6451) Tomasz Zieliński (5344) Lucjan Cichosz (4828) | Platforma Obywatelska RP Grzegorz Raniewicz (10 485) Stanisław Żmijan (7135) |                                                                                                   | Polskie Stronnictwo Ludowe Genowefa Tokarska (4606) |                                                                                                   | KWW Kukiz’15 Jarosław Sachajko (10 722)                                                           |                                                                                                   |                                                                                                   |                                                                                                   |                                                                                                   |
| Województwo lubuskie            | | |                                                                                                   | |                                                                                                   |                                                                                                   |                                                                                                   |                                                                                                   |                                                                                                   |                                                                                                   |
| Nr                              | Posłowie wybrani z list poszczególnych komitetów wyborczych (w nawiasach liczba zdobytych głosów) | Posłowie wybrani z list poszczególnych komitetów wyborczych (w nawiasach liczba zdobytych głosów) | Posłowie wybrani z list poszczególnych komitetów wyborczych (w nawiasach liczba zdobytych głosów) | Posłowie wybrani z list poszczególnych komitetów wyborczych (w nawiasach liczba zdobytych głosów)                                                       | Posłowie wybrani z list poszczególnych komitetów wyborczych (w nawiasach liczba zdobytych głosów) | Posłowie wybrani z list poszczególnych komitetów wyborczych (w nawiasach liczba zdobytych głosów) | Posłowie wybrani z list poszczególnych komitetów wyborczych (w nawiasach liczba zdobytych głosów) | Posłowie wybrani z list poszczególnych komitetów wyborczych (w nawiasach liczba zdobytych głosów) | Posłowie wybrani z list poszczególnych komitetów wyborczych (w nawiasach liczba zdobytych głosów) | Posłowie wybrani z list poszczególnych komitetów wyborczych (w nawiasach liczba zdobytych głosów) |
| 8                               | | Prawo i Sprawiedliwość Marek Ast (17 530) Jerzy Materna (15 089) Artur Zasada (5821) Jacek Kurzępa (5486) Elżbieta Płonka (4422) |                                                                                                   | Platforma Obywatelska RP Stefan Niesiołowski (29 304) Bożenna Bukiewicz (25 715) Tomasz Kucharski (7105) Krystyna Sibińska (6868) Katarzyna Osos (5749) |                                                                                                   | Nowoczesna Ryszarda Petru Paweł Pudłowski (16 716)                                                |                                                                                                   | KWW Kukiz’15 Jarosław Porwich (10 777)                                                            |                                                                                                   |                                                                                                   |
| Województwo łódzkie             | | |                                                                                                   | |                                                                                                   |                                                                                                   |                                                                                                   |                                                                                                   |                                                                                                   |                                                                                                   |
| Nr                              | Posłowie wybrani z list poszczególnych komitetów wyborczych (w nawiasach liczba zdobytych głosów) | Posłowie wybrani z list poszczególnych komitetów wyborczych (w nawiasach liczba zdobytych głosów) | Posłowie wybrani z list poszczególnych komitetów wyborczych (w nawiasach liczba zdobytych głosów) | Posłowie wybrani z list poszczególnych komitetów wyborczych (w nawiasach liczba zdobytych głosów)                                                       | Posłowie wybrani z list poszczególnych komitetów wyborczych (w nawiasach liczba zdobytych głosów) | Posłowie wybrani z list poszczególnych komitetów wyborczych (w nawiasach liczba zdobytych głosów) | Posłowie wybrani z list poszczególnych komitetów wyborczych (w nawiasach liczba zdobytych głosów) | Posłowie wybrani z list poszczególnych komitetów wyborczych (w nawiasach liczba zdobytych głosów) | Posłowie wybrani z list poszczególnych komitetów wyborczych (w nawiasach liczba zdobytych głosów) | Posłowie wybrani z list poszczególnych komitetów wyborczych (w nawiasach liczba zdobytych głosów) |
| 9                               | | Platforma Obywatelska RP Cezary Grabarczyk (26 591) Włodzimierz Nykiel (21 708) Iwona Śledzińska-Katarasińska (21 424) Małgorzata Niemczyk (17 741) |                                                                                                   | Prawo i Sprawiedliwość Piotr Gliński (41 697) Waldemar Buda (15 028) Alicja Kaczorowska (3589) Roman Sasin (3365)                                       |                                                                                                   | Nowoczesna Ryszarda Petru Katarzyna Lubnauer (18 549)                                             |                                                                                                   | KWW Kukiz’15 Piotr Apel (7935)                                                                    |                                                                                                   |                                                                                                   |
| 10                              | | Prawo i Sprawiedliwość Antoni Macierewicz (33 960) Robert Telus (18 670) Anna Milczanowska (11 562) Dariusz Kubiak (8004) Krzysztof Maciejewski (6818) Grzegorz Lorek (6344) |                                                                                                   | Platforma Obywatelska RP Elżbieta Radziszewska (12 741) Dorota Rutkowska (10 157)                                                                       |                                                                                                   | KWW Kukiz’15 Małgorzata Janowska (2877)                                                           |                                                                                                   |                                                                                                   |                                                                                                   |                                                                                                   |
| 11                              | Prawo i Sprawiedliwość Piotr Polak (16 637) Marek Matuszewski (13 880) Beata Mateusiak-Pielucha (12 059) Tadeusz Woźniak (11 011) Łukasz Rzepecki (9229) Paweł Rychlik (8499) Krzysztof Ciebiada (6381) | Platforma Obywatelska RP Cezary Tomczyk (26 781) Agnieszka Hanajczyk (12 128) Artur Dunin (8082) | KWW Kukiz’15 Tomasz Rzymkowski (11 977)                                                           | | Polskie Stronnictwo Ludowe Paweł Bejda (6283)                                                     |                                                                                                   |                                                                                                   |                                                                                                   |                                                                                                   |                                                                                                   |
| Województwo małopolskie         | | |                                                                                                   | |                                                                                                   |                                                                                                   |                                                                                                   |                                                                                                   |                                                                                                   |                                                                                                   |
| Nr                              | Posłowie wybrani z list poszczególnych komitetów wyborczych (w nawiasach liczba zdobytych głosów) | Posłowie wybrani z list poszczególnych komitetów wyborczych (w nawiasach liczba zdobytych głosów) | Posłowie wybrani z list poszczególnych komitetów wyborczych (w nawiasach liczba zdobytych głosów) | Posłowie wybrani z list poszczególnych komitetów wyborczych (w nawiasach liczba zdobytych głosów)                                                       | Posłowie wybrani z list poszczególnych komitetów wyborczych (w nawiasach liczba zdobytych głosów) | Posłowie wybrani z list poszczególnych komitetów wyborczych (w nawiasach liczba zdobytych głosów) | Posłowie wybrani z list poszczególnych komitetów wyborczych (w nawiasach liczba zdobytych głosów) | Posłowie wybrani z list poszczególnych komitetów wyborczych (w nawiasach liczba zdobytych głosów) | Posłowie wybrani z list poszczególnych komitetów wyborczych (w nawiasach liczba zdobytych głosów) | Posłowie wybrani z list poszczególnych komitetów wyborczych (w nawiasach liczba zdobytych głosów) |
| 12                              | | Prawo i Sprawiedliwość Ewa Filipiak (3915) Zbigniew Biernat (3644) Marek Polak (3345) Sławomir Hajos (2734) Krzysztof Kozik (2524) |                                                                                                   | Platforma Obywatelska RP Marek Sowa (20 867) Dorota Niedziela (7967)                                                                                    |                                                                                                   | KWW Kukiz’15 Józef Brynkus (8615)                                                                 |                                                                                                   |                                                                                                   |                                                                                                   |                                                                                                   |
| 13                              | Prawo i Sprawiedliwość Małgorzata Wassermann (81 379) Jarosław Gowin (43 539) Andrzej Adamczyk (18 514) Jacek Osuch (10 219) Barbara Bubula (9813) Ryszard Terlecki (7913) Elżbieta Duda (6555) | Platforma Obywatelska RP Ireneusz Raś (24 543) Lidia Gądek (9082) Józef Lassota (8285) Jagna Marczułajtis-Walczak (6899) Grzegorz Lipiec (4460) |                                                                                                   | Nowoczesna Ryszarda Petru Jerzy Meysztowicz (26 164) |                                                                                                   | KWW Kukiz’15 Agnieszka Ścigaj (17 630)                                                            |                                                                                                   |                                                                                                   |                                                                                                   |                                                                                                   |
| 14                              | Prawo i Sprawiedliwość Arkadiusz Mularczyk (36 903) Barbara Bartuś (20 725) Piotr Naimski (20 408) Wiesław Janczyk (16 349) Józef Leśniak (16 167) Anna Paluch (15 049) Edward Siarka (13 953) Jan Duda (9110) | Platforma Obywatelska RP Andrzej Czerwiński (17 487) |                                                                                                   | KWW Kukiz’15 Elżbieta Borowska (8115) |                                                                                                   |                                                                                                   |                                                                                                   |                                                                                                   |                                                                                                   |                                                                                                   |
| 15                              | Prawo i Sprawiedliwość Włodzimierz Bernacki (27 673) Urszula Rusecka (16 971) Józefa Szczurek-Żelazko (15 635) Michał Wojtkiewicz (13 230) Wiesław Krajewski (13 060) Anna Czech (11 089) | Platforma Obywatelska RP Urszula Augustyn (13 928) | KWW Kukiz’15 Norbert Kaczmarczyk (8926)                                                           | | Polskie Stronnictwo Ludowe Władysław Kosiniak-Kamysz (12 171)                                     |                                                                                                   |                                                                                                   |                                                                                                   |                                                                                                   |                                                                                                   |
| Województwo mazowieckie         | | |                                                                                                   | |                                                                                                   |                                                                                                   |                                                                                                   |                                                                                                   |                                                                                                   |                                                                                                   |
| Nr                              | Posłowie wybrani z list poszczególnych komitetów wyborczych (w nawiasach liczba zdobytych głosów) | Posłowie wybrani z list poszczególnych komitetów wyborczych (w nawiasach liczba zdobytych głosów) | Posłowie wybrani z list poszczególnych komitetów wyborczych (w nawiasach liczba zdobytych głosów) | Posłowie wybrani z list poszczególnych komitetów wyborczych (w nawiasach liczba zdobytych głosów)                                                       | Posłowie wybrani z list poszczególnych komitetów wyborczych (w nawiasach liczba zdobytych głosów) | Posłowie wybrani z list poszczególnych komitetów wyborczych (w nawiasach liczba zdobytych głosów) | Posłowie wybrani z list poszczególnych komitetów wyborczych (w nawiasach liczba zdobytych głosów) | Posłowie wybrani z list poszczególnych komitetów wyborczych (w nawiasach liczba zdobytych głosów) | Posłowie wybrani z list poszczególnych komitetów wyborczych (w nawiasach liczba zdobytych głosów) | Posłowie wybrani z list poszczególnych komitetów wyborczych (w nawiasach liczba zdobytych głosów) |
| 16                              | | Prawo i Sprawiedliwość Maciej Małecki (18 671) Marek Opioła (14 708) Robert Kołakowski (10 960) Maciej Wąsik (9977) Anna Cicholska (5387) Waldemar Olejniczak (4920) |                                                                                                   | Platforma Obywatelska RP Marcin Kierwiński (16 271) Elżbieta Gapińska (11 733)                                                                          |                                                                                                   | Polskie Stronnictwo Ludowe Piotr Zgorzelski (8070)                                                |                                                                                                   | KWW Kukiz’15 Marek Jakubiak (11 131)                                                              |                                                                                                   |                                                                                                   |
| 17                              | Prawo i Sprawiedliwość Marek Suski (36 542) Andrzej Kosztowniak (23 521) Dariusz Bąk (17 961) Anna Kwiecień (7458) Wojciech Skurkiewicz (7058) | Platforma Obywatelska RP Leszek Ruszczyk (14 537) Anna Białkowska (7466) | Polskie Stronnictwo Ludowe Mirosław Maliszewski (7959)                                            | KWW Kukiz’15 Robert Mordak (7781) |                                                                                                   |                                                                                                   |                                                                                                   |                                                                                                   |                                                                                                   |                                                                                                   |
| 18                              | Prawo i Sprawiedliwość Krzysztof Tchórzewski (26 372) Arkadiusz Czartoryski (24 747) Henryk Kowalczyk (22 850) Marek Zagórski (19 018) Krystyna Pawłowicz (18 070) Grzegorz Woźniak (16 516) Daniel Milewski (13 302) Teresa Wargocka (8567)                                                                                            | Platforma Obywatelska RP Jolanta Hibner (12 899) Czesław Mroczek (11 901) | Polskie Stronnictwo Ludowe Marek Sawicki (11 892)                                                 | KWW Kukiz’15 Anna Siarkowska (12 073) |                                                                                                   |                                                                                                   |                                                                                                   |                                                                                                   |                                                                                                   |                                                                                                   |
| 19                              | Prawo i Sprawiedliwość Jarosław Kaczyński (202 424) Mariusz Kamiński (29 654) Małgorzata Gosiewska (13 976) Małgorzata Wypych (7496) Paweł Lisiecki (6865) Ewa Tomaszewska (5114) Jarosław Krajewski (4753) Andrzej Melak (4417) | Platforma Obywatelska RP Joanna Kluzik-Rostkowska (12 807) Marcin Święcicki (8329) Michał Szczerba (4919) Joanna Fabisiak (3512) Roman Kosecki (3258) Michał Mazowiecki (3111) Alicja Dąbrowska (2483)                                                                             |                                                                                                   | Nowoczesna Ryszarda Petru Ryszard Petru (129 088) Kornelia Wróblewska (3945) Zbigniew Gryglas (1011)                                                    | KWW Kukiz’15 Paweł Kukiz (76 675) Jacek Wilk (2420)                                               |                                                                                                   |                                                                                                   |                                                                                                   |                                                                                                   |                                                                                                   |
| 20                              | Prawo i Sprawiedliwość Mariusz Błaszczak (73 139) Jacek Sasin (43 250) Anita Czerwińska (7068) Piotr Uściński (6679) Andrzej Smirnow (5572) wakat | Platforma Obywatelska RP Małgorzata Kidawa-Błońska (80 866) Jan Grabiec (10 929) Michał Kamiński (5877) Kinga Gajewska (4820) | Nowoczesna Ryszarda Petru Kamila Gasiuk-Pihowicz (19 041)                                         | KWW Kukiz’15 Stanisław Tyszka (14 670) |                                                                                                   |                                                                                                   |                                                                                                   |                                                                                                   |                                                                                                   |                                                                                                   |
| Województwo opolskie            | | |                                                                                                   | |                                                                                                   |                                                                                                   |                                                                                                   |                                                                                                   |                                                                                                   |                                                                                                   |
| Nr                              | Posłowie wybrani z list poszczególnych komitetów wyborczych (w nawiasach liczba zdobytych głosów) | Posłowie wybrani z list poszczególnych komitetów wyborczych (w nawiasach liczba zdobytych głosów) | Posłowie wybrani z list poszczególnych komitetów wyborczych (w nawiasach liczba zdobytych głosów) | Posłowie wybrani z list poszczególnych komitetów wyborczych (w nawiasach liczba zdobytych głosów)                                                       | Posłowie wybrani z list poszczególnych komitetów wyborczych (w nawiasach liczba zdobytych głosów) | Posłowie wybrani z list poszczególnych komitetów wyborczych (w nawiasach liczba zdobytych głosów) | Posłowie wybrani z list poszczególnych komitetów wyborczych (w nawiasach liczba zdobytych głosów) | Posłowie wybrani z list poszczególnych komitetów wyborczych (w nawiasach liczba zdobytych głosów) | Posłowie wybrani z list poszczególnych komitetów wyborczych (w nawiasach liczba zdobytych głosów) | Posłowie wybrani z list poszczególnych komitetów wyborczych (w nawiasach liczba zdobytych głosów) |
| 21                              | | Prawo i Sprawiedliwość Antoni Duda (8085) Katarzyna Czochara (3857) Kamil Bortniczuk (2564) Jerzy Naszkiewicz (2401) |                                                                                                   | Platforma Obywatelska RP Leszek Korzeniowski (20 084) Tomasz Kostuś (11 016) Rajmund Miller (8565) Ryszard Wilczyński (8440)                            |                                                                                                   | KWW Kukiz’15 Janusz Sanocki (15 705) Paweł Grabowski (4508)                                       |                                                                                                   | KWW Mniejszość Niemiecka Ryszard Galla (9623)                                                     |                                                                                                   | Nowoczesna Ryszarda Petru Witold Zembaczyński (12 699)                                            |
| Województwo podkarpackie        | | |                                                                                                   | |                                                                                                   |                                                                                                   |                                                                                                   |                                                                                                   |                                                                                                   |                                                                                                   |
| Nr                              | Posłowie wybrani z list poszczególnych komitetów wyborczych (w nawiasach liczba zdobytych głosów) | Posłowie wybrani z list poszczególnych komitetów wyborczych (w nawiasach liczba zdobytych głosów) | Posłowie wybrani z list poszczególnych komitetów wyborczych (w nawiasach liczba zdobytych głosów) | Posłowie wybrani z list poszczególnych komitetów wyborczych (w nawiasach liczba zdobytych głosów)                                                       | Posłowie wybrani z list poszczególnych komitetów wyborczych (w nawiasach liczba zdobytych głosów) | Posłowie wybrani z list poszczególnych komitetów wyborczych (w nawiasach liczba zdobytych głosów) | Posłowie wybrani z list poszczególnych komitetów wyborczych (w nawiasach liczba zdobytych głosów) | Posłowie wybrani z list poszczególnych komitetów wyborczych (w nawiasach liczba zdobytych głosów) | Posłowie wybrani z list poszczególnych komitetów wyborczych (w nawiasach liczba zdobytych głosów) | Posłowie wybrani z list poszczególnych komitetów wyborczych (w nawiasach liczba zdobytych głosów) |
| 22                              | | Prawo i Sprawiedliwość Marek Kuchciński (34 558) Anna Schmidt-Rodziewicz (16 134) Stanisław Piotrowicz (15 747) Piotr Uruski (11 200) Piotr Babinetz (10 170) Andrzej Matusiewicz (9970) Adam Śnieżek (8064)                                                                       |                                                                                                   | Platforma Obywatelska RP Marek Rząsa (14 562) Joanna Frydrych (5761)                                                                                    |                                                                                                   | KWW Kukiz’15 Robert Majka (3189)                                                                  |                                                                                                   | Polskie Stronnictwo Ludowe Mieczysław Kasprzak (5251)                                             |                                                                                                   |                                                                                                   |
| 23                              | Prawo i Sprawiedliwość Józefa Hrynkiewicz (27 010) Andrzej Szlachta (24 365) Kazimierz Moskal (24 128) Kazimierz Gołojuch (19 118) Wojciech Buczak (18 202) Zbigniew Chmielowiec (18 197) Rafał Weber (17 359) Jan Warzecha (15 240) Jerzy Paul (12 540) Mieczysław Miazga (11 327) Halina Szydełko (10 483) Krystyna Wróblewska (9426) | Platforma Obywatelska RP Krystyna Skowrońska (23 576) Zdzisław Gawlik (8414) | KWW Kukiz’15 Maciej Masłowski (15 303)                                                            | |                                                                                                   |                                                                                                   |                                                                                                   |                                                                                                   |                                                                                                   |                                                                                                   |
| Województwo podlaskie           | | |                                                                                                   | |                                                                                                   |                                                                                                   |                                                                                                   |                                                                                                   |                                                                                                   |                                                                                                   |
| Nr                              | Posłowie wybrani z list poszczególnych komitetów wyborczych (w nawiasach liczba zdobytych głosów) | Posłowie wybrani z list poszczególnych komitetów wyborczych (w nawiasach liczba zdobytych głosów) | Posłowie wybrani z list poszczególnych komitetów wyborczych (w nawiasach liczba zdobytych głosów) | Posłowie wybrani z list poszczególnych komitetów wyborczych (w nawiasach liczba zdobytych głosów)                                                       | Posłowie wybrani z list poszczególnych komitetów wyborczych (w nawiasach liczba zdobytych głosów) | Posłowie wybrani z list poszczególnych komitetów wyborczych (w nawiasach liczba zdobytych głosów) | Posłowie wybrani z list poszczególnych komitetów wyborczych (w nawiasach liczba zdobytych głosów) | Posłowie wybrani z list poszczególnych komitetów wyborczych (w nawiasach liczba zdobytych głosów) | Posłowie wybrani z list poszczególnych komitetów wyborczych (w nawiasach liczba zdobytych głosów) | Posłowie wybrani z list poszczególnych komitetów wyborczych (w nawiasach liczba zdobytych głosów) |
| 24                              | | Prawo i Sprawiedliwość Jarosław Zieliński (28 865) Dariusz Piontkowski (28 378) Lech Kołakowski (15 106) Jacek Żalek (12 370) Jacek Bogucki (9707) Bernadeta Krynicka (7624) Kazimierz Gwiazdowski (6787) Henryk Wnorowski (6431)                                                  |                                                                                                   | Platforma Obywatelska RP Robert Tyszkiewicz (19 453) Tomasz Cimoszewicz (14 496) Bożena Kamińska (9826)                                                 |                                                                                                   | KWW Kukiz’15 Adam Andruszkiewicz (15 668)                                                         |                                                                                                   | Polskie Stronnictwo Ludowe Mieczysław Baszko (7010)                                               |                                                                                                   | Nowoczesna Ryszarda Petru Krzysztof Truskolaski (14 141)                                          |
| Województwo pomorskie           | | |                                                                                                   | |                                                                                                   |                                                                                                   |                                                                                                   |                                                                                                   |                                                                                                   |                                                                                                   |
| Nr                              | Posłowie wybrani z list poszczególnych komitetów wyborczych (w nawiasach liczba zdobytych głosów) | Posłowie wybrani z list poszczególnych komitetów wyborczych (w nawiasach liczba zdobytych głosów) | Posłowie wybrani z list poszczególnych komitetów wyborczych (w nawiasach liczba zdobytych głosów) | Posłowie wybrani z list poszczególnych komitetów wyborczych (w nawiasach liczba zdobytych głosów)                                                       | Posłowie wybrani z list poszczególnych komitetów wyborczych (w nawiasach liczba zdobytych głosów) | Posłowie wybrani z list poszczególnych komitetów wyborczych (w nawiasach liczba zdobytych głosów) | Posłowie wybrani z list poszczególnych komitetów wyborczych (w nawiasach liczba zdobytych głosów) | Posłowie wybrani z list poszczególnych komitetów wyborczych (w nawiasach liczba zdobytych głosów) | Posłowie wybrani z list poszczególnych komitetów wyborczych (w nawiasach liczba zdobytych głosów) | Posłowie wybrani z list poszczególnych komitetów wyborczych (w nawiasach liczba zdobytych głosów) |
| 25                              | | Platforma Obywatelska RP Adam Korol (28 727) Agnieszka Pomaska (22 196) Sławomir Neumann (20 514) Jerzy Borowczak (16 931) Małgorzata Chmiel (13 346) |                                                                                                   | Prawo i Sprawiedliwość Jarosław Sellin (34 997) Tadeusz Cymański (13 126) Kazimierz Smoliński (12 424) Jan Kilian (6675) Grzegorz Raczak (6332)         |                                                                                                   | Nowoczesna Ryszarda Petru Ewa Lieder (23 220)                                                     |                                                                                                   | KWW Kukiz’15 Magdalena Błeńska (9437)                                                             |                                                                                                   |                                                                                                   |
| 26                              | Platforma Obywatelska RP Marek Biernacki (42 586) Henryka Krzywonos-Strycharska (24 333) Kazimierz Plocke (11 060) Zbigniew Konwiński (10 783) Stanisław Lamczyk (8981) Tadeusz Aziewicz (6625) | Prawo i Sprawiedliwość Janusz Śniadek (26 671) Dorota Arciszewska-Mielewczyk (25 054) Marcin Horała (10 546) Jan Klawiter (7389) Aleksander Mrówczyński (5835) Piotr Müller (5350)                                                                                                 | Nowoczesna Ryszarda Petru Grzegorz Furgo (14 247)                                                 | KWW Kukiz’15 Małgorzata Zwiercan (11 822) |                                                                                                   |                                                                                                   |                                                                                                   |                                                                                                   |                                                                                                   |                                                                                                   |
| Województwo śląskie             | | |                                                                                                   | |                                                                                                   |                                                                                                   |                                                                                                   |                                                                                                   |                                                                                                   |                                                                                                   |
| Nr                              | Posłowie wybrani z list poszczególnych komitetów wyborczych (w nawiasach liczba zdobytych głosów) | Posłowie wybrani z list poszczególnych komitetów wyborczych (w nawiasach liczba zdobytych głosów) | Posłowie wybrani z list poszczególnych komitetów wyborczych (w nawiasach liczba zdobytych głosów) | Posłowie wybrani z list poszczególnych komitetów wyborczych (w nawiasach liczba zdobytych głosów)                                                       | Posłowie wybrani z list poszczególnych komitetów wyborczych (w nawiasach liczba zdobytych głosów) | Posłowie wybrani z list poszczególnych komitetów wyborczych (w nawiasach liczba zdobytych głosów) | Posłowie wybrani z list poszczególnych komitetów wyborczych (w nawiasach liczba zdobytych głosów) | Posłowie wybrani z list poszczególnych komitetów wyborczych (w nawiasach liczba zdobytych głosów) | Posłowie wybrani z list poszczególnych komitetów wyborczych (w nawiasach liczba zdobytych głosów) | Posłowie wybrani z list poszczególnych komitetów wyborczych (w nawiasach liczba zdobytych głosów) |
| 27                              | | Prawo i Sprawiedliwość Stanisław Szwed (46 220) Stanisław Pięta (18 907) Grzegorz Puda (12 262) Jacek Falfus (9439) Kazimierz Matuszny (9345) |                                                                                                   | Platforma Obywatelska RP Mirosława Nykiel (26 927) Małgorzata Pępek (11 733)                                                                            |                                                                                                   | KWW Kukiz’15 Jerzy Jachnik (11 654)                                                               |                                                                                                   | Nowoczesna Ryszarda Petru Mirosław Suchoń (13 357)                                                |                                                                                                   |                                                                                                   |
| 28                              | Prawo i Sprawiedliwość Szymon Giżyński (24 802) Lidia Burzyńska (9760) Andrzej Gawron (9202) Mariusz Trepka (6025) | Platforma Obywatelska RP Izabela Leszczyna (19 160) Halina Rozpondek (10 115) | KWW Kukiz’15 Tomasz Jaskóła (10 952)                                                              | |                                                                                                   |                                                                                                   |                                                                                                   |                                                                                                   |                                                                                                   |                                                                                                   |
| 29                              | Prawo i Sprawiedliwość Wojciech Szarama (34 979) Barbara Dziuk (12 036) Piotr Pyzik (7326) Jarosław Gonciarz (4884) | Platforma Obywatelska RP Borys Budka (37 761) Krystyna Szumilas (14 533) Tomasz Głogowski (8982) | KWW Kukiz’15 Paweł Kobyliński (13 905)                                                            | | Nowoczesna Ryszarda Petru Marta Golbik (14 323)                                                   |                                                                                                   |                                                                                                   |                                                                                                   |                                                                                                   |                                                                                                   |
| 30                              | Prawo i Sprawiedliwość Grzegorz Matusiak (17 227) Grzegorz Janik (9355) Teresa Glenc (6354) Czesław Sobierajski (5014) Katarzyna Dutkiewicz (4782) | Platforma Obywatelska RP Gabriela Lenartowicz (17 823) Marek Krząkała (15 404) Krzysztof Gadowski (11 549) | KWW Kukiz’15 Krzysztof Sitarski (12 127)                                                          | |                                                                                                   |                                                                                                   |                                                                                                   |                                                                                                   |                                                                                                   |                                                                                                   |
| 31                              | Prawo i Sprawiedliwość Andrzej Sośnierz (23 809) Jerzy Polaczek (18 429) Bożena Borys-Szopa (7912) Michał Wójcik (7652) Maria Nowak (6965) | Platforma Obywatelska RP Marian Zembala (53 610) Danuta Pietraszewska (11 222) Marek Wójcik (8028) Wojciech Król (7465) Ewa Kołodziej (5745) | KWW Kukiz’15 Grzegorz Długi (13 531)                                                              | | Nowoczesna Ryszarda Petru Monika Rosa (20 126)                                                    |                                                                                                   |                                                                                                   |                                                                                                   |                                                                                                   |                                                                                                   |
| 32                              | Prawo i Sprawiedliwość Ewa Malik (28 909) Waldemar Andzel (12 021) Robert Warwas (11 998) Danuta Nowicka (4377) | Platforma Obywatelska RP Beata Małecka-Libera (23 429) Anna Nemś (15 875) Paweł Bańkowski (6707) | KWW Kukiz’15 Barbara Chrobak (8550)                                                               | Nowoczesna Ryszarda Petru Barbara Dolniak (15 752) |                                                                                                   |                                                                                                   |                                                                                                   |                                                                                                   |                                                                                                   |                                                                                                   |
| Województwo świętokrzyskie      | | |                                                                                                   | |                                                                                                   |                                                                                                   |                                                                                                   |                                                                                                   |                                                                                                   |                                                                                                   |
| Nr                              | Posłowie wybrani z list poszczególnych komitetów wyborczych (w nawiasach liczba zdobytych głosów) | Posłowie wybrani z list poszczególnych komitetów wyborczych (w nawiasach liczba zdobytych głosów) | Posłowie wybrani z list poszczególnych komitetów wyborczych (w nawiasach liczba zdobytych głosów) | Posłowie wybrani z list poszczególnych komitetów wyborczych (w nawiasach liczba zdobytych głosów)                                                       | Posłowie wybrani z list poszczególnych komitetów wyborczych (w nawiasach liczba zdobytych głosów) | Posłowie wybrani z list poszczególnych komitetów wyborczych (w nawiasach liczba zdobytych głosów) | Posłowie wybrani z list poszczególnych komitetów wyborczych (w nawiasach liczba zdobytych głosów) | Posłowie wybrani z list poszczególnych komitetów wyborczych (w nawiasach liczba zdobytych głosów) | Posłowie wybrani z list poszczególnych komitetów wyborczych (w nawiasach liczba zdobytych głosów) | Posłowie wybrani z list poszczególnych komitetów wyborczych (w nawiasach liczba zdobytych głosów) |
| 33                              | | Prawo i Sprawiedliwość Zbigniew Ziobro (67 238) Anna Krupka (27 568) Krzysztof Lipiec (16 450) Dominik Tarczyński (7475) Maria Zuba (6940) Michał Cieślak (6331) Marek Kwitek (5636) Bogdan Latosiński (5369) Andrzej Kryj (4779)                                                  |                                                                                                   | Platforma Obywatelska RP Grzegorz Schetyna (42 376) Marzena Okła-Drewnowicz (13 019) Artur Gierada (5087)                                               |                                                                                                   | Polskie Stronnictwo Ludowe Kazimierz Kotowski (6851) Krystian Jarubas (4379)                      |                                                                                                   | KWW Kukiz’15 Piotr Liroy-Marzec (22 614)                                                          |                                                                                                   | Nowoczesna Ryszarda Petru Adam Cyrański (12 120)                                                  |
| Województwo warmińsko-mazurskie | | |                                                                                                   | |                                                                                                   |                                                                                                   |                                                                                                   |                                                                                                   |                                                                                                   |                                                                                                   |
| Nr                              | Posłowie wybrani z list poszczególnych komitetów wyborczych (w nawiasach liczba zdobytych głosów) | Posłowie wybrani z list poszczególnych komitetów wyborczych (w nawiasach liczba zdobytych głosów) | Posłowie wybrani z list poszczególnych komitetów wyborczych (w nawiasach liczba zdobytych głosów) | Posłowie wybrani z list poszczególnych komitetów wyborczych (w nawiasach liczba zdobytych głosów)                                                       | Posłowie wybrani z list poszczególnych komitetów wyborczych (w nawiasach liczba zdobytych głosów) | Posłowie wybrani z list poszczególnych komitetów wyborczych (w nawiasach liczba zdobytych głosów) | Posłowie wybrani z list poszczególnych komitetów wyborczych (w nawiasach liczba zdobytych głosów) | Posłowie wybrani z list poszczególnych komitetów wyborczych (w nawiasach liczba zdobytych głosów) | Posłowie wybrani z list poszczególnych komitetów wyborczych (w nawiasach liczba zdobytych głosów) | Posłowie wybrani z list poszczególnych komitetów wyborczych (w nawiasach liczba zdobytych głosów) |
| 34                              | | Prawo i Sprawiedliwość Jerzy Wilk (14 904) Zbigniew Babalski (11 695) Leonard Krasulski (10 194) Adam Ołdakowski (4983) |                                                                                                   | Platforma Obywatelska RP Jacek Protas (18 099) Elżbieta Gelert (13 540) Piotr Cieśliński (7774)                                                         |                                                                                                   | KWW Kukiz’15 Andrzej Kobylarz (5168)                                                              |                                                                                                   |                                                                                                   |                                                                                                   |                                                                                                   |
| 35                              | Prawo i Sprawiedliwość Iwona Arent (26 377) Wojciech Kossakowski (8183) Jerzy Małecki (5513) Jerzy Gosiewski (5092) | Platforma Obywatelska RP Janusz Cichoń (17 864) Paweł Papke (17 376) Anna Wasilewska (7660) | KWW Kukiz’15 Andrzej Maciejewski (7899)                                                           | | Polskie Stronnictwo Ludowe Urszula Pasławska (6354)                                               |                                                                                                   | Nowoczesna Ryszarda Petru Mirosław Pampuch (7787)                                                 |                                                                                                   |                                                                                                   |                                                                                                   |
| Województwo wielkopolskie       | | |                                                                                                   | |                                                                                                   |                                                                                                   |                                                                                                   |                                                                                                   |                                                                                                   |                                                                                                   |
| Nr                              | Posłowie wybrani z list poszczególnych komitetów wyborczych (w nawiasach liczba zdobytych głosów) | Posłowie wybrani z list poszczególnych komitetów wyborczych (w nawiasach liczba zdobytych głosów) | Posłowie wybrani z list poszczególnych komitetów wyborczych (w nawiasach liczba zdobytych głosów) | Posłowie wybrani z list poszczególnych komitetów wyborczych (w nawiasach liczba zdobytych głosów)                                                       | Posłowie wybrani z list poszczególnych komitetów wyborczych (w nawiasach liczba zdobytych głosów) | Posłowie wybrani z list poszczególnych komitetów wyborczych (w nawiasach liczba zdobytych głosów) | Posłowie wybrani z list poszczególnych komitetów wyborczych (w nawiasach liczba zdobytych głosów) | Posłowie wybrani z list poszczególnych komitetów wyborczych (w nawiasach liczba zdobytych głosów) | Posłowie wybrani z list poszczególnych komitetów wyborczych (w nawiasach liczba zdobytych głosów) | Posłowie wybrani z list poszczególnych komitetów wyborczych (w nawiasach liczba zdobytych głosów) |
| 36                              | | Prawo i Sprawiedliwość Jan Dziedziczak (26 665) Joanna Lichocka (24 122) Tomasz Ławniczak (8669) Jan Mosiński (7247) Piotr Kaleta (6848) |                                                                                                   | Platforma Obywatelska RP Mariusz Witczak (25 525) Jarosław Urbaniak (14 218) Wojciech Ziemniak (12 043) Bożena Henczyca (8599)                          |                                                                                                   | Polskie Stronnictwo Ludowe Piotr Walkowski (3634)                                                 |                                                                                                   | KWW Kukiz’15 Jerzy Kozłowski (10 587)                                                             |                                                                                                   | Nowoczesna Ryszarda Petru Adam Szłapka (12 539)                                                   |
| 37                              | Prawo i Sprawiedliwość Witold Czarnecki (26 399) Zbigniew Dolata (18 060) Krzysztof Ostrowski (9443) Ryszard Bartosik (8163) Leszek Galemba (7708) | Platforma Obywatelska RP Paweł Arndt (17 925) Tomasz Nowak (11 820) |                                                                                                   | KWW Kukiz’15 Bartosz Józwiak (8747) |                                                                                                   | Nowoczesna Ryszarda Petru Paulina Hennig-Kloska (7306)                                            |                                                                                                   |                                                                                                   |                                                                                                   |                                                                                                   |
| 38                              | | Platforma Obywatelska RP Jakub Rutnicki (27 916) Maria Janyska (21 700) Zbigniew Ajchler (7275) Killion Munyama (6259) |                                                                                                   | Prawo i Sprawiedliwość Marcin Porzucek (6690) Grzegorz Piechowiak (5667) Marta Kubiak (4816)                                                            | KWW Kukiz’15 Błażej Parda (10 408)                                                                |                                                                                                   | Polskie Stronnictwo Ludowe Krzysztof Paszyk (3345)                                                |                                                                                                   |                                                                                                   |                                                                                                   |
| 39                              | Platforma Obywatelska RP Szymon Ziółkowski (29 760) Rafał Grupiński (29 122) Waldy Dzikowski (27 991) Bożena Szydłowska (15 596) Jacek Tomczak (10 687) | Prawo i Sprawiedliwość Tadeusz Dziuba (32 910) Bartłomiej Wróblewski (14 108) Szymon Szynkowski vel Sęk (8676) |                                                                                                   | Nowoczesna Ryszarda Petru Joanna Schmidt (35 202) Marek Ruciński (9508)                                                                                 |                                                                                                   |                                                                                                   |                                                                                                   |                                                                                                   |                                                                                                   |                                                                                                   |
| Województwo zachodniopomorskie  | | |                                                                                                   | |                                                                                                   |                                                                                                   |                                                                                                   |                                                                                                   |                                                                                                   |                                                                                                   |
| Nr                              | Posłowie wybrani z list poszczególnych komitetów wyborczych (w nawiasach liczba zdobytych głosów) | Posłowie wybrani z list poszczególnych komitetów wyborczych (w nawiasach liczba zdobytych głosów) | Posłowie wybrani z list poszczególnych komitetów wyborczych (w nawiasach liczba zdobytych głosów) | Posłowie wybrani z list poszczególnych komitetów wyborczych (w nawiasach liczba zdobytych głosów)                                                       | Posłowie wybrani z list poszczególnych komitetów wyborczych (w nawiasach liczba zdobytych głosów) | Posłowie wybrani z list poszczególnych komitetów wyborczych (w nawiasach liczba zdobytych głosów) | Posłowie wybrani z list poszczególnych komitetów wyborczych (w nawiasach liczba zdobytych głosów) | Posłowie wybrani z list poszczególnych komitetów wyborczych (w nawiasach liczba zdobytych głosów) | Posłowie wybrani z list poszczególnych komitetów wyborczych (w nawiasach liczba zdobytych głosów) | Posłowie wybrani z list poszczególnych komitetów wyborczych (w nawiasach liczba zdobytych głosów) |
| 40                              | | Platforma Obywatelska RP Marek Hok (17 647) Stanisław Gawłowski (14 264) Paweł Suski (5702) |                                                                                                   | Prawo i Sprawiedliwość Małgorzata Golińska (7612) Paweł Szefernaker (6991) wakat                                                                        |                                                                                                   | KWW Kukiz’15 Stefan Romecki (7740)                                                                |                                                                                                   | Nowoczesna Ryszarda Petru Radosław Lubczyk (6236)                                                 |                                                                                                   |                                                                                                   |
| 41                              | Platforma Obywatelska RP Sławomir Nitras (20 930) Norbert Obrycki (16 617) Magdalena Kochan (8972) Arkadiusz Marchewka (7147) Zofia Ławrynowicz (6881) | Prawo i Sprawiedliwość Leszek Dobrzyński (8738) Krzysztof Zaremba (7857) Artur Szałabawka (7024) Michał Jach (6183) Rafał Mucha (5000) |                                                                                                   | Nowoczesna Ryszarda Petru Piotr Misiło (13 871) |                                                                                                   | KWW Kukiz’15 Sylwester Chruszcz (11 052)                                                          |                                                                                                   |                                                                                                   |                                                                                                   |                                                                                                   |

## Zmiany w składzie
- 5 listopada 2015:
  - Mandat Józefa Grzegorza Kurka wybranego z list Prawa i Sprawiedliwości wygasł na jego własny wniosek[18][126].
- 10 listopada 2015:
  - Anna Cicholska zastąpiła Józefa Grzegorza Kurka na zwolnionym przez niego miejscu. Dołączyła do KP PiS[19].
- 12 listopada 2015:
  - Marek Kuchciński został wybrany na marszałka Sejmu[2].
  - Joachim Brudziński został wybrany na wicemarszałka Sejmu[4].
  - Barbara Dolniak została wybrana na wicemarszałka Sejmu[6].
  - Małgorzata Kidawa-Błońska została wybrana na wicemarszałka Sejmu[7].
  - Ryszard Terlecki został wybrany na wicemarszałka Sejmu[9].
  - Stanisław Tyszka został wybrany na wicemarszałka Sejmu[10].
  - Jan Klawiter zgodnie z porozumieniem między Prawem i Sprawiedliwością a Prawicą Rzeczypospolitej, nie wszedł do klubu PiS, formalnie jednak będąc jego członkiem na początku kadencji[127][128].
- 27 listopada 2015
  - Czesław Hoc (KP PiS) utracił mandat z powodu wyboru do Parlamentu Europejskiego[129][130].
  - Sławomir Kłosowski (KP PiS) utracił mandat z powodu wyboru do Parlamentu Europejskiego[23][131].
- 28 listopada 2015
  - Tomasz Tomczykiewicz zmarł, a jego mandat wygasł[132][26].
- 2 grudnia 2015
  - Piotr Pszczółkowski utracił mandat z powodu wyboru na sędziego Trybunału Konstytucyjnego[28][133].
- 9 grudnia 2015
  - Stefan Strzałkowski zastąpił Czesława Hoca na zwolnionym przez niego miejscu. Dołączył do KP PiS[22].
  - Ewa Kołodziej zastąpiła Tomasza Tomczykiewicza na zwolnionym przez niego miejscu. Dołączyła do KP PO[27].
  - Katarzyna Czochara zastąpiła Sławomira Kłosowskiego na zwolnionym przez niego miejscu. Dołączyła do KP PiS[25].
  - Alicja Kaczorowska zastąpiła Piotra Pszczółkowskiego na zwolnionym przez niego miejscu. Dołączyła do KP PiS[30].
- 15 grudnia 2015
  - Wojciech Jasiński utracił mandat z powodu przejęcia funkcji prezesa PKN Orlen[31][134].
- 22 grudnia 2015
  - Waldemar Olejniczak zastąpił Wojciecha Jasińskiego na zwolnionym przez niego miejscu. Dołączył do KP PiS[32].
- 23 grudnia 2015
  - Paweł Kobyliński wystąpił z KP Kukiz’15 i wstąpił do KP Nowoczesna[135].
- 18 marca 2016
  - Jerzy Żyżyński utracił mandat z powodu powołania do Rady Polityki Pieniężnej[33][136].
- 30 marca 2016
  - Bartłomiej Stawiarski zastąpił Jerzego Żyżyńskiego na zwolnionym przez niego miejscu. Dołączył do KP PiS[137].
- 1 kwietnia 2016
  - Artur Górski zmarł, a jego mandat wygasł[36].
- 12 kwietnia 2016
  - Andrzej Melak zastąpił Artura Górskiego na zwolnionym przez niego miejscu. Dołączył do KP PiS[37].
- 14 kwietnia 2016
  - Kornel Morawiecki wystąpił z KP Kukiz’15[138].
  - Małgorzata Zwiercan została wykluczona z KP Kukiz’15[138].
- 24 kwietnia 2016
  - Robert Winnicki wystąpił z KP Kukiz’15[139].
- 14 maja 2016
  - Andrzej Jaworski utracił mandat z powodu powołania na członka zarządu PZU[38][140].
- 18 maja 2016
  - Ireneusz Zyska wystąpił z KP Kukiz’15[141].
  - Powstało Koło poselskie Wolni i Solidarni. W jego skład weszli Kornel Morawiecki, Małgorzata Zwiercan i Ireneusz Zyska[142].
- 8 czerwca 2016
  - Grzegorz Raczak zastąpił Andrzeja Jaworskiego na zwolnionym przez niego miejscu. Dołączył do KP PiS[39].
- 13 czerwca 2016
  - Michał Jaros wystąpił z KP PO i wstąpił do KP Nowoczesna[143].
- 1 lipca 2016
  - Maks Kraczkowski utracił mandat z powodu powołania na wiceprezesa banku PKO SA[40].
- 19 lipca 2016
  - Grzegorz Piechowiak zastąpił Maksa Kraczkowskiego na zwolnionym przez niego miejscu. Dołączył do KP PiS[41].
- 20 lipca 2016
  - Stanisław Huskowski został wykluczony z KP PO[144].
  - Michał Kamiński został wykluczony z KP PO[144].
  - Jacek Protasiewicz został wykluczony z KP PO[144].
- 21 września 2016
  - Stefan Niesiołowski wystąpił z KP PO[145].
  - Powstało koło poselskie Europejscy Demokraci. W jego skład weszli Stanisław Huskowski, Michał Kamiński, Stefan Niesiołowski i Jacek Protasiewicz[145].
- 16 listopada 2016
  - Marek Sowa wystąpił z KP PO i wstąpił do KP Nowoczesna[146].
- 6 grudnia 2016[potrzebny przypis]
  - Zmiana nazwy koła poselskiego Europejscy Demokraci na Unia Europejskich Demokratów.
- 19 stycznia 2017
  - Rafał Wójcikowski zmarł, a jego mandat wygasł[147].
- 8 lutego 2017
  - Małgorzata Janowska zastąpiła Rafała Wójcikowskiego na zwolnionym przez niego miejscu. Pozostała posłanką niezrzeszoną[148].
- 23 lutego 2017
  - Magdalena Błeńska wystąpiła z KP Kukiz’15[149].
  - Anna Siarkowska wystąpiła z KP Kukiz’15[149].
- 24 lutego 2017
  - Powstało koło poselskie „Republikanie” w skład którego weszły Anna Siarkowska, Magdalena Błeńska i Małgorzata Janowska[150].
- 13 kwietnia 2017
  - Joanna Augustynowska, Grzegorz Furgo, Marta Golbik i Michał Stasiński opuścili klub Nowoczesnej i przeszli do klubu Platformy Obywatelskiej[151].
- 11 maja 2017:
  - Krzysztof Łapiński (KP PiS) utracił mandat z powodu powołania go na rzecznika prasowego i sekretarza stanu w Kancelarii Prezydenta RP przez prezydenta Andrzeja Dudę[152].
- 24 maja 2017:
  - Marta Kubiak zastąpiła Krzysztofa Łapińskiego na zwolnionym przez niego miejscu. Dołączyła do KP PiS[153].
- 8 czerwca 2017:
  - Piotr Liroy-Marzec został wykluczony z klubu poselskiego Kukiz’15[154].
- 19 lipca 2017:
  - Andżelika Możdżanowska wystąpiła z KP PSL[155].
- 20 września 2017:
  - Rozwiązano koło poselskie „Republikanie”[156].
  - Anna Siarkowska i Małgorzata Janowska dołączyły do KP PiS[156].
  - Magdalena Błeńska została posłem niezrzeszonym[156].
- 11 października 2017:
  - Zbigniew Gryglas opuścił klub Nowoczesnej[157].
  - Łukasz Rzepecki został wykluczony z KP PiS[158].
- 13 października 2017:
  - Łukasz Rzepecki dołączył do KP Kukiz’15[159].
- 30 października 2017:
  - Sylwester Chruszcz opuścił KP Kukiz’15, dołączył do koła poselskiego Wolni i Solidarni[160].
- 9 listopada 2017:
  - Adam Andruszkiewicz opuścił KP Kukiz’15, dołączył do koła poselskiego Wolni i Solidarni[161].
- 7 grudnia 2017:
  - Jarosław Porwich opuścił KP Kukiz’15, dołączył do koła poselskiego Wolni i Solidarni[162].
- 11 grudnia 2017:
  - Zbigniew Gryglas dołączył do KP PiS[163].
- 12 grudnia 2017:
  - Andżelika Możdżanowska dołączyła do KP PiS[164].
- 9 stycznia 2018
  - Joachim Brudziński zrezygnował z funkcji wicemarszałka sejmu[165].
- 11 stycznia 2018
  - Adam Cyrański opuścił klub Nowoczesnej[166].
  - Beata Mazurek została wybrana na wicemarszałka sejmu[167].
- 22 stycznia 2018
  - Michał Kamiński, polityk UED, dołączył do KP PSL, aby zapobiec likwidacji klubu poselskiego, który był zagrożony, w związku z zapowiedzianym przejściem Mieczysława Baszki do Porozumienia. UED i PSL zapowiedziały stworzenie klubu federacyjnego[168].
- 2 lutego 2018
  - Mieczysław Baszko opuścił KP PSL, został posłem niezrzeszonym[169], następnie przystąpił do KP PiS[170].
- 8 lutego 2018
  - Unia Europejskich Demokratów i Polskie Stronnictwo Ludowe utworzyły klub federacyjny[171].
- 15 lutego 2018
  - Jacek Wilk opuścił KP Kukiz’15.
- 8 marca 2018
  - Piotr Babiarz opuścił KP PiS[172].
- 10 maja 2018
  - Joanna Schmidt i Joanna Scheuring-Wielgus opuściły klub Nowoczesnej[173].
- 11 maja 2018
  - Ryszard Petru opuścił klub Nowoczesnej[174].
- 5 czerwca 2018
  - Stanisław Pięta został wykluczony z KP PiS[175].
  - Wygasł mandat Konrada Głębockiego, w związku z mianowaniem Ambasadorem Nadzwyczajnym i Pełnomocnym RP w Republice Włoskiej[176].
- 15 czerwca 2018
  - Powstało koło poselskie Liberalno-Społeczni, w którego skład weszli byli posłowie Nowoczesnej: Ryszard Petru, Joanna Schmidt i Joanna Scheuring-Wielgus[177].
- 22 czerwca 2018
  - Adam Abramowicz utracił mandat z powodu powołania na stanowisko Rzecznika Małych i Średnich Przedsiębiorców[178].
- 3 lipca 2018
  - Tomasz Zieliński zastąpił Adama Abramowicza na zwolnionym przez niego miejscu. Dołączył do KP PiS[179].
- 18 lipca 2018
  - Mariusz Trepka zastąpił Konrada Głębockiego na zwolnionym przez niego miejscu. Dołączył do KP PiS[180]
- 25 października 2018
  - Wygasł mandat Stanisława Huskowskiego w związku z wyborem na radnego Sejmiku Województwa Dolnośląskiego[181].
- 26 października 2018
  - Jakub Kulesza opuścił KP Kukiz’15[182].
  - Wygasł mandat Grzegorza Wojciechowskiego w związku z wyborem na radnego Sejmiku Województwa Łódzkiego[183].
- 29 października 2018
  - Wygasł mandat Rafała Trzaskowskiego w związku z wyborem na Prezydenta Miasta Stołecznego Warszawy[184].
- 31 października 2018
  - Wygasł mandat Jarosława Szlachetki w związku z wyborem na Burmistrza Miasta Myślenic[185].
- 2 listopada 2018
  - Marek Jakubiak opuścił KP Kukiz’15[186].
- 5 listopada 2018
  - Wygasły mandaty Wojciecha Wilka i Bartłomieja Stawiarskiego w związku z wyborem odpowiednio na Burmistrza Miasta Kraśnika oraz Burmistrza Miasta Namysłowa[187][188].
- 6 listopada 2018
  - Wygasł mandat Wojciecha Bakuna w związku z wyborem na Prezydenta Miasta Przemyśla[189].
- 20 listopada 2018
  - Wygasł mandat Bogusława Sonika, który objął mandat posła do Parlamentu Europejskiego[190].
- 21 listopada 2018
  - Wygasł mandat Dariusza Starzyckiego i Jarosława Stawiarskiego, którzy zostali wybrani odpowiednio Wicemarszałkiem Województwa Śląskiego i Marszałkiem Województwa Lubelskiego[190].
  - Mandat poselski objęli: Kamil Bortniczuk, Sławomir Hajos, Grzegorz Lorek, Robert Majka, Jagna Marczułajtis-Walczak i Magdalena Marek[191].
- 22 listopada 2018
  - Powstało koło poselskie Wolność i Skuteczni. W jego skład weszli: Piotr Liroy-Marzec, Jacek Wilk oraz Jakub Kulesza[192].
  - Wygasł mandat Grzegorza Schreibera, który został wybrany na stanowisko Marszałka Województwa Łódzkiego[190].
- 5 grudnia 2018
  - Kamila Gasiuk-Pihowicz, Michał Jaros, Paweł Kobyliński, Piotr Misiło, Marek Sowa, Elżbieta Stępień, Krzysztof Truskolaski, Kornelia Wróblewska opuścili klub Nowoczesnej i dołączyli do Klubu Platforma Obywatelska – Koalicja Obywatelska, powstałego z przemianowania Klubu Parlamentarnego PO. Klub Nowoczesna stał się kołem poselskim[193][194].
  - Ireneusz Zyska opuścił ugrupowanie Wolni i Solidarni i przeszedł do KP PiS[195].
  - Mandat poselski objęli: Iwona Krawczyk, Grzegorz Lipiec, Danuta Nowicka, Paweł Rychlik i Sławomir Skwarek[196].
- 8 grudnia 2018:
  - Jolanta Szczypińska zmarła, a jej mandat wygasł[197].
- 13 grudnia 2018:
  - Jacek Protasiewicz, pozostając politykiem UED, opuścił klub PSL-UED i dołączył do koła Nowoczesnej, by to mogło ponownie stać się klubem parlamentarnym[198].
- 28 grudnia 2018:
  - Piotr Müller złożył ślubowanie poselskie, zostając posłem KP PiS[199].
  - Adam Andruszkiewicz opuścił koło WiS, zostając posłem niezrzeszonym[200].
- 22 marca 2019:
  - Marek Jakubiak i Robert Winnicki wstąpili do Koła Poselskiego Konfederacja, przemianowanego z koła Wolność i Skuteczni[201].
- 3 kwietnia 2019:
  - Sylwester Chruszcz opuścił koło WiS i przeszedł do KP PiS[202].
- 16 maja 2019:
  - Poseł niezrzeszony Robert Majka wstąpił do Koła Poselskiego Konfederacja[potrzebny przypis].
- 28 maja 2019:
  - Bartosz Arłukowicz, Joachim Brudziński, Andrzej Halicki, Patryk Jaki, Krzysztof Jurgiel, Beata Kempa, Izabela Kloc, Ewa Kopacz, Joanna Kopcińska, Elżbieta Kruk, Beata Mazurek, Andżelika Możdżanowska, Elżbieta Rafalska, Bogdan Rzońca, Beata Szydło, Grzegorz Tobiszowski, Witold Waszczykowski, Anna Zalewska zostali wybrani na deputowanych do Parlamentu Europejskiego, w związku z czym wygasł ich mandat poselski[203].
- 12 czerwca 2019:
  - Maciej Badora, Lucjan Cichosz, Krzysztof Ciebiada, Katarzyna Dutkiewicz, Krzysztof Kozik, Zofia Ławrynowicz, Michał Mazowiecki, Rafał Mucha, Jerzy Naszkiewicz, Maria Nowak, Elżbieta Płonka, Roman Sasin, Agnieszka Soin, Adam Śnieżek, Piotr Walkowski i Henryk Wnorowski złożyli ślubowanie poselskie[204].
- 13 czerwca 2019:
  - W związku z planowanym powstaniem wspólnego Klubu Parlamentarnego Platformy Obywatelskiej–Koalicji Obywatelskiej i Nowoczesnej, Klub N został rozwiązany, a jego posłowie zostali posłami niezrzeszonymi (oprócz Jacka Protasiewicza, który powrócił do Klubu PSL–UED)[205].
  - Krzysztof Sitarski opuścił Klub Parlamentarny Kukiz’15, pozostając posłem niezrzeszonym[206].
  - Adam Kałaska złożył ślubowanie poselskie i przystąpił do KP PiS[207].
- 14 czerwca 2019:
  - Posłowie, którzy dotychczas tworzyli Klub Nowoczesnej (oprócz Radosława Lubczyka i Marka Rucińskiego), dołączyli do Klubu Platformy Obywatelskiej–Koalicji Obywatelskiej[208].
- 3 lipca 2019:
  - Alicja Dąbrowska zastąpiła Andrzeja Halickiego na zwolnionym przez niego miejscu. Dołączyła do KP KO.
  - Adam Cyrański wstąpił do Klubu Platformy Obywatelskiej–Koalicji Obywatelskiej[209].
- 4 lipca 2019:
  - Klub Polskiego Stronnictwa Ludowego – Unii Europejskich Demokratów zmienił nazwę na KP PSL – Koalicja Polska. Dołączyło do niego trzech posłów – niezrzeszony Radosław Lubczyk oraz posłowie Marek Biernacki i Jacek Tomczak z Klubu PO-KO[210].
- 19 lipca 2019:
  - Marek Jakubiak opuścił Koło Konfederacja, pozostając posłem niezrzeszonym.
- 26 lipca 2019:
  - Norbert Kaczmarczyk opuścił Klub Kukiz’15, pozostając posłem niezrzeszonym.
- 1 sierpnia 2019:
  - Jerzy Jachnik i Tomasz Rzymkowski opuścili Klub Kukiz’15. Jachnik został posłem niezrzeszonym, a Rzymkowski przystąpił do Klubu PiS[211][212].
  - Dotychczas niezrzeszeni Norbert Kaczmarczyk i Krzysztof Sitarski dołączyli do Klubu PiS[213][214].
- 7 sierpnia 2019
  - Andrzej Maciejewski opuścił Klub Kukiz’15, pozostając posłem niezrzeszonym[215].
- 9 sierpnia 2019
  - Tomasz Jaskóła, Bartosz Józwiak, Jerzy Kozłowski i Elżbieta Zielińska opuścili Klub Kukiz’15 i założyli Koło Poselskie Unia Polityki Realnej[216].
  - Piotr Liroy-Marzec opuścił Koło Konfederacja i wraz z niezrzeszonymi Jerzym Jachnikiem i Januszem Sanockim założyli Koło Poselskie Przywrócić Prawo[217].
  - Paweł Skutecki opuścił Klub Kukiz’15 i pozostał posłem niezrzeszonym[218].
- 11 sierpnia 2019
  - Paweł Skutecki wstąpił do Koła Konfederacja[219].
- 3 września 2019
  - Robert Majka opuścił Koło Konfederacja, pozostając posłem niezrzeszonym.
- 30 września 2019
  - Kornel Morawiecki zmarł, a jego mandat wygasł. W związku z tym koło poselskie WiS przestało istnieć[220].
- 9 października 2019
  - Jan Szyszko zmarł, a jego mandat wygasł[221].
- 15 października 2019
  - Edyta Kubik zastąpiła Kornela Morawieckiego na zwolnionym przez niego miejscu, zostając posłanką niezrzeszoną.
- 16 października 2019
  - Małgorzata Zwiercan przystąpiła do KP PiS.
- 8 listopada 2019
  - Stefan Strzałkowski zmarł, a jego mandat wygasł[222].